# Église Saint-Valentin de Jumièges
L'église Saint-Valentin est une église catholique située à Jumièges, en France.

## Localisation
L'église est située à Jumièges, commune du département français de la Seine-Maritime, au sommet d'une pente douce, rue Guillaume-le-Conquérant.

## Historique
L'église est bâtie à partir de la fin du XIe siècle jusqu'au début du XIIe siècle sur demande de l'Abbaye Saint-Pierre de Jumièges.
En effet, la cohabitation entre les laïcs et les religieux semait quelques mésententes.
Une réfection est entreprise au XVIe siècle, dont le chœur rebâti en style Renaissance, mais l'édifice restera inachevé par faute de moyens.
L'église est église paroissiale après la Révolution française.
L'édifice est classé au titre des monuments historiques le 15 mars 1918.

## Saint Valentin, sauveur de la paroisse

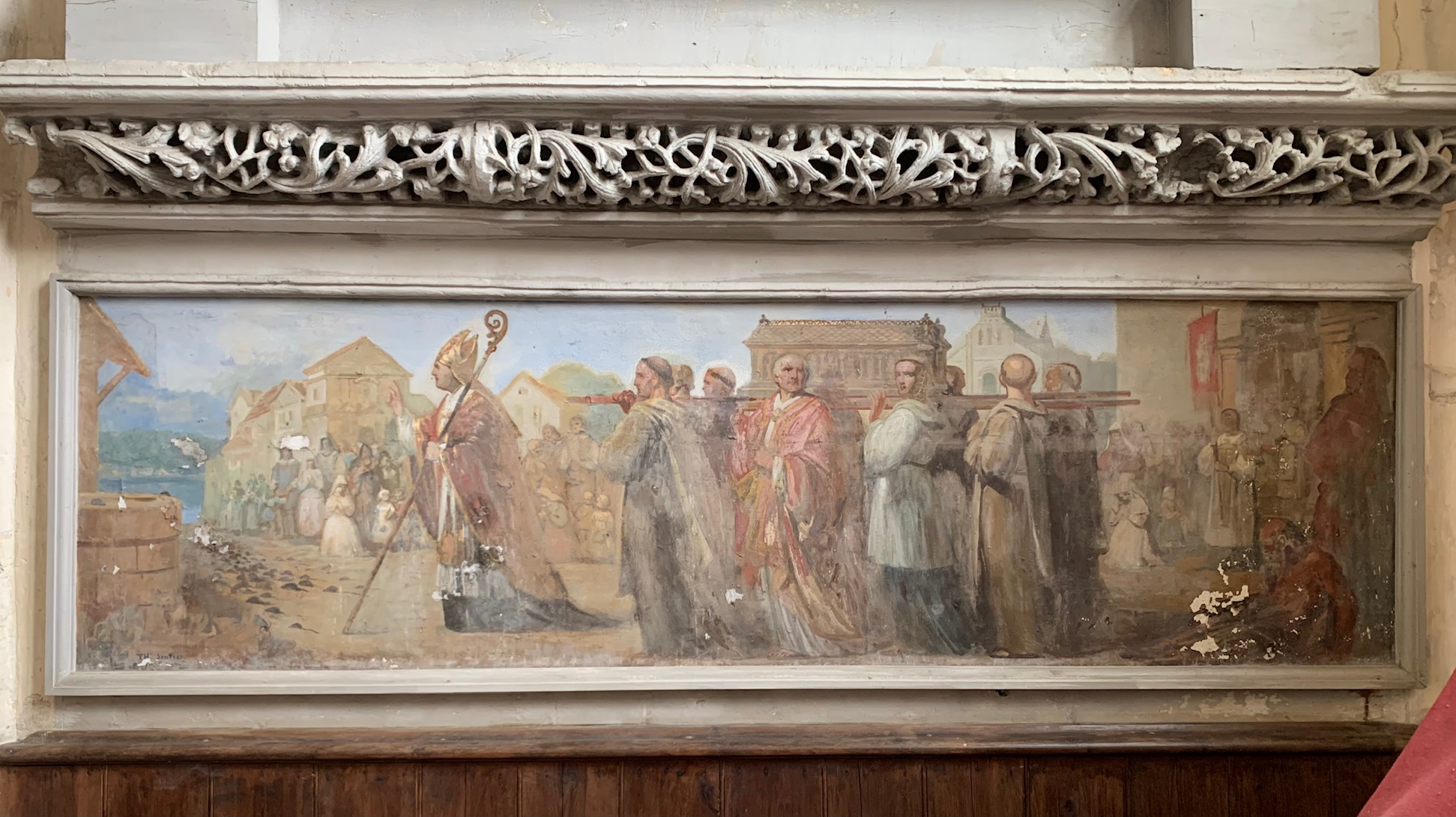
Fresque de la procession de la relique du Saint Valentin, XVIe siècle

Une légende raconte que c'est le Saint Valentin, prêtre de Rome martyrisé sous Claude II le Gothique, qui aurait sauvé les habitants de Jumièges des rats, de la famine et des maladies.

## La Nef et ses collatéraux

### La Nef
Datant du début du XIIe siècle, la nef romane est voûtée et se compose de deux niveaux, six travées et deux bas-côtés.

La décoration intérieure est très simple, d'une grande rusticité.

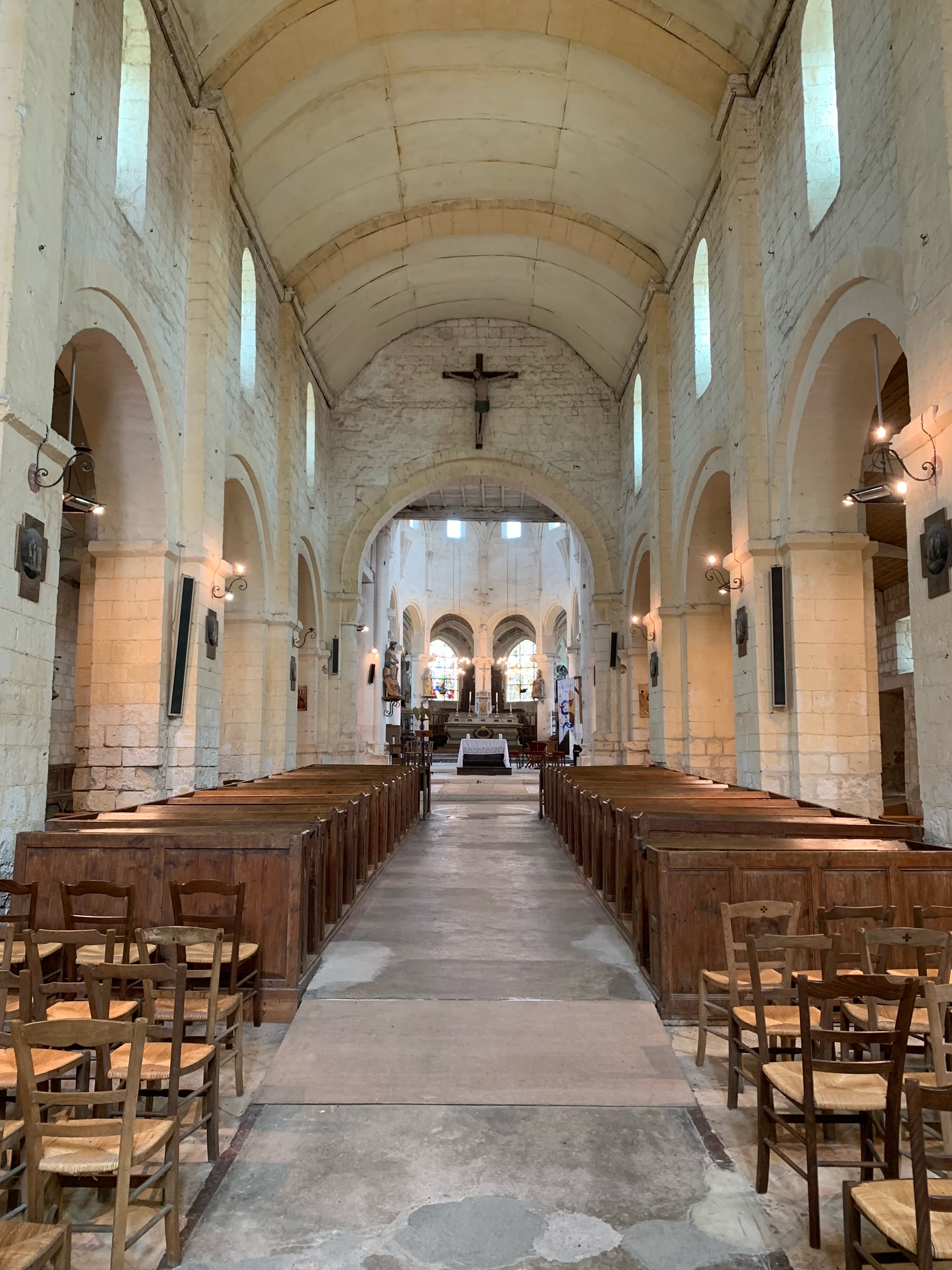
Intérieur de l'église
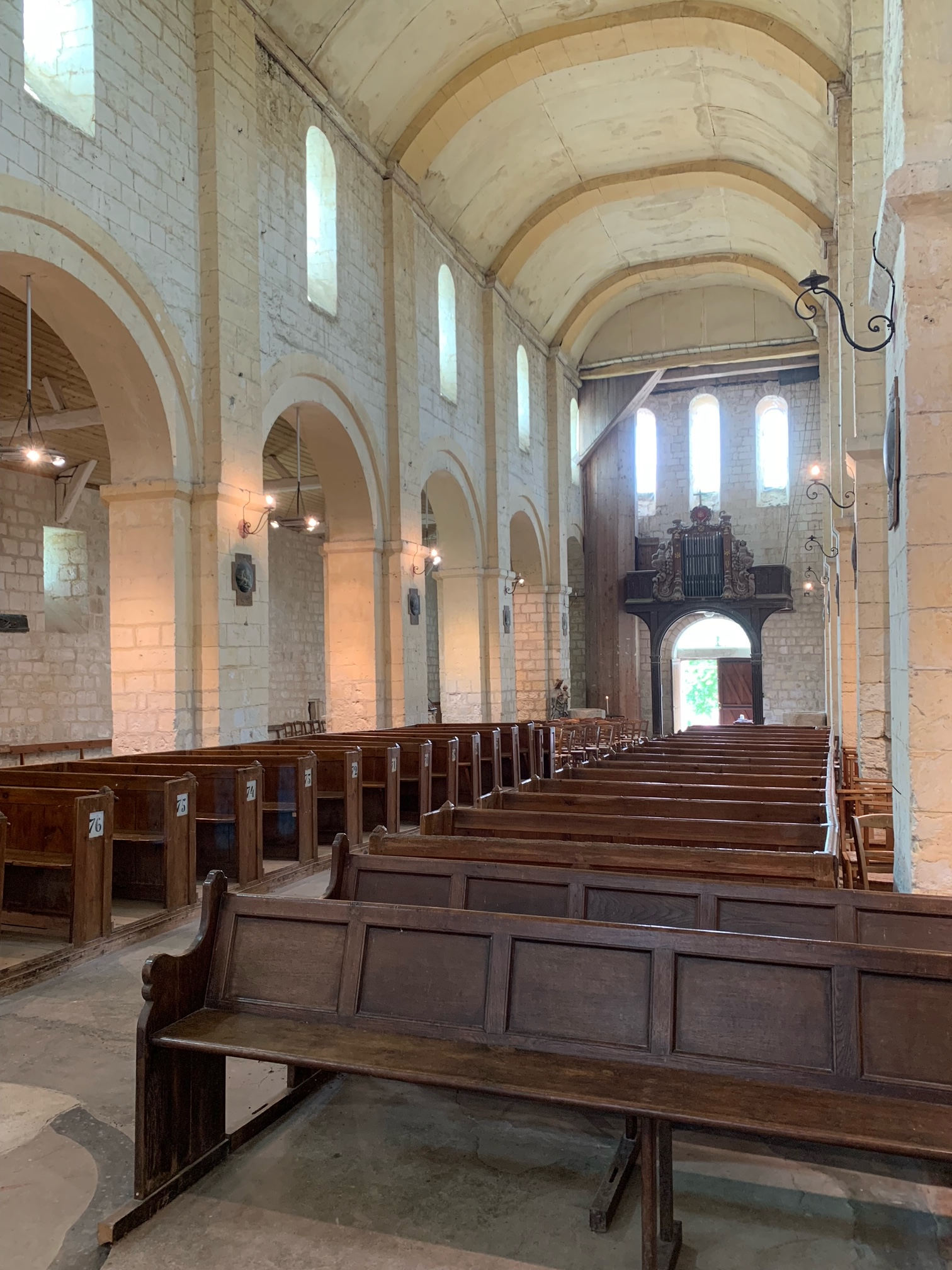
Photographie de la nef

### Les bas-côtés
Le bas-côté nord comprend plusieurs statues : Saint Ouen, Sainte Apolline et Saint Sébastien. 

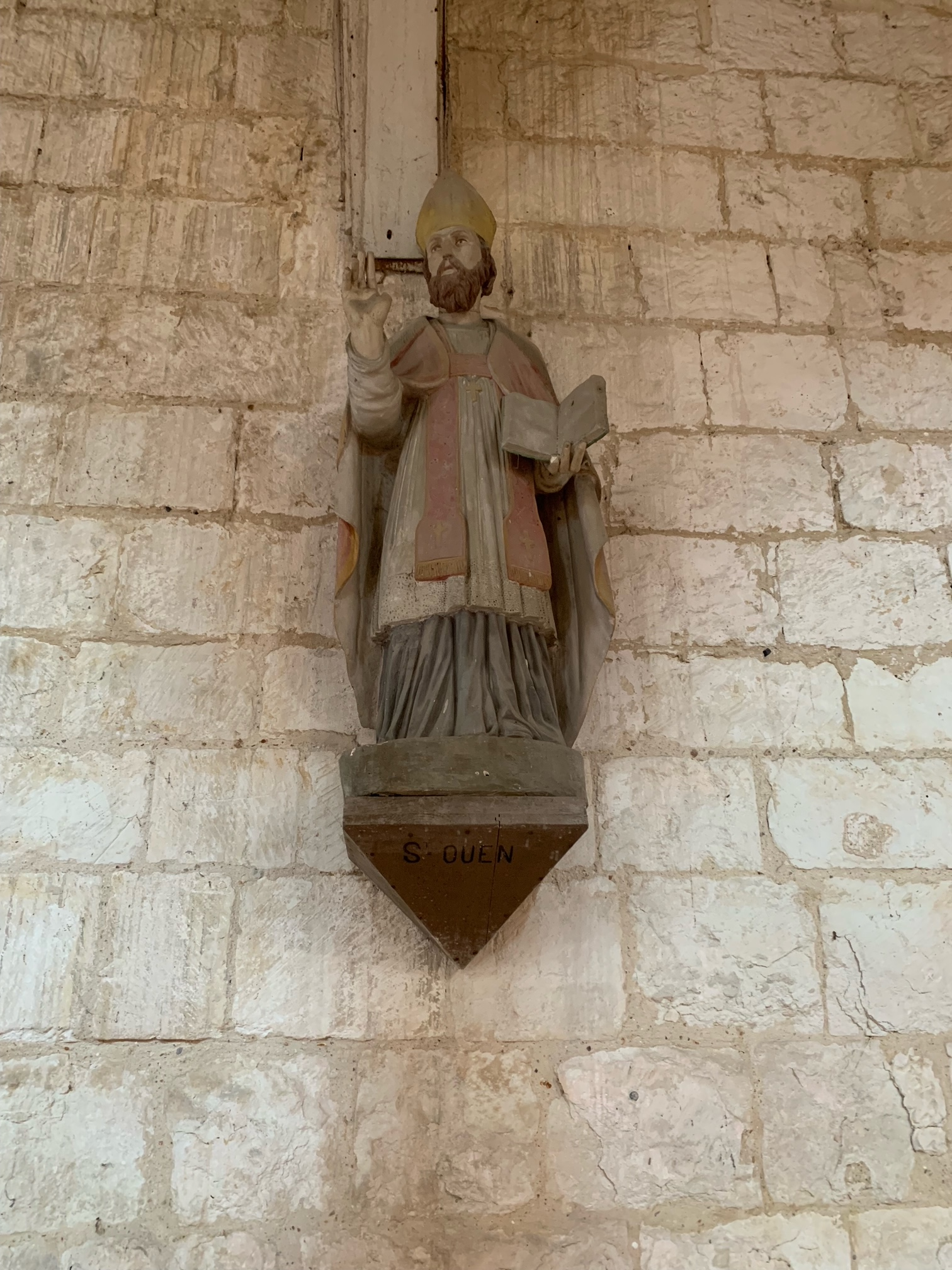
Saint Ouen, grand évêque de Rouen
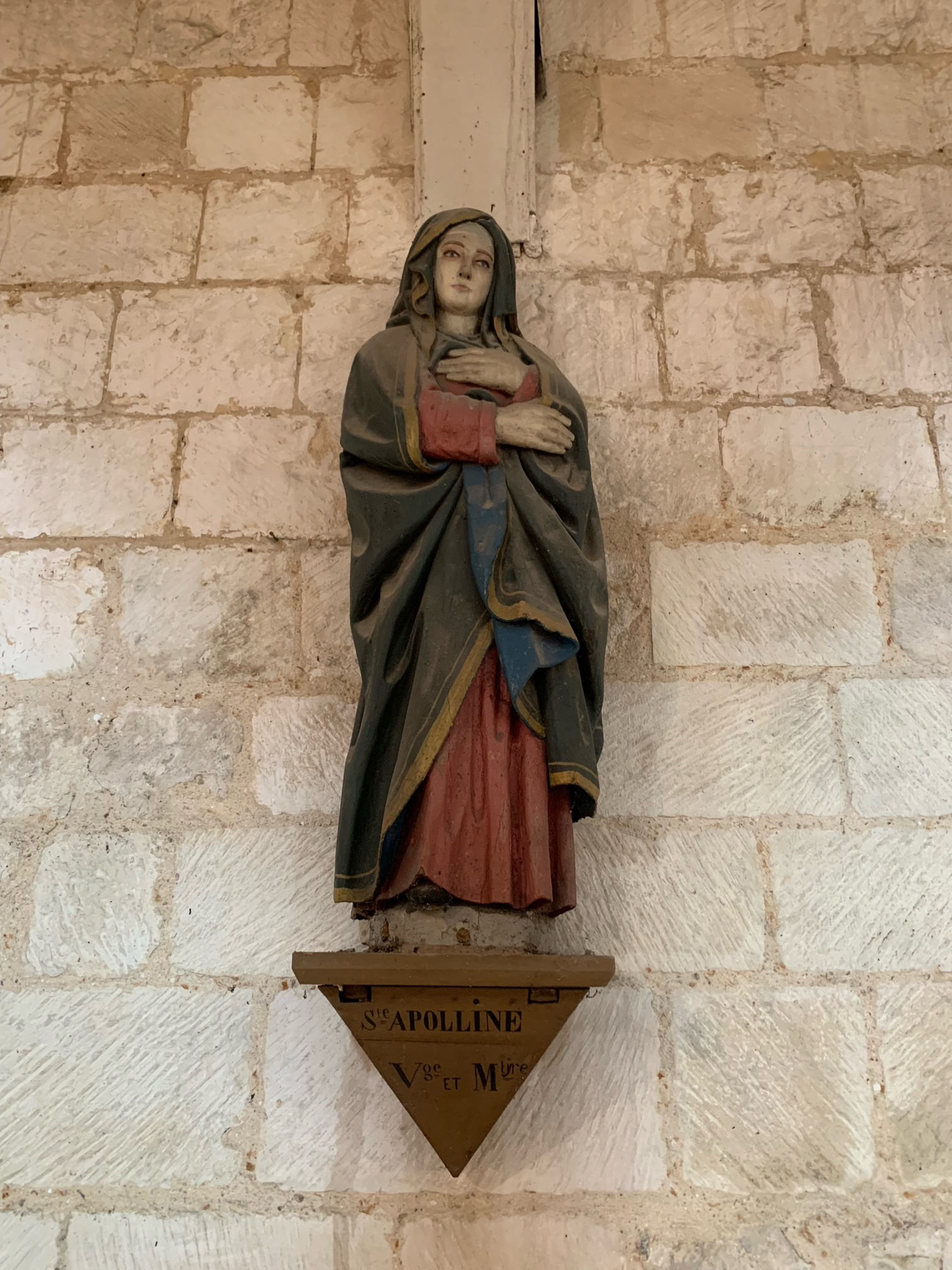
Sainte Apolline
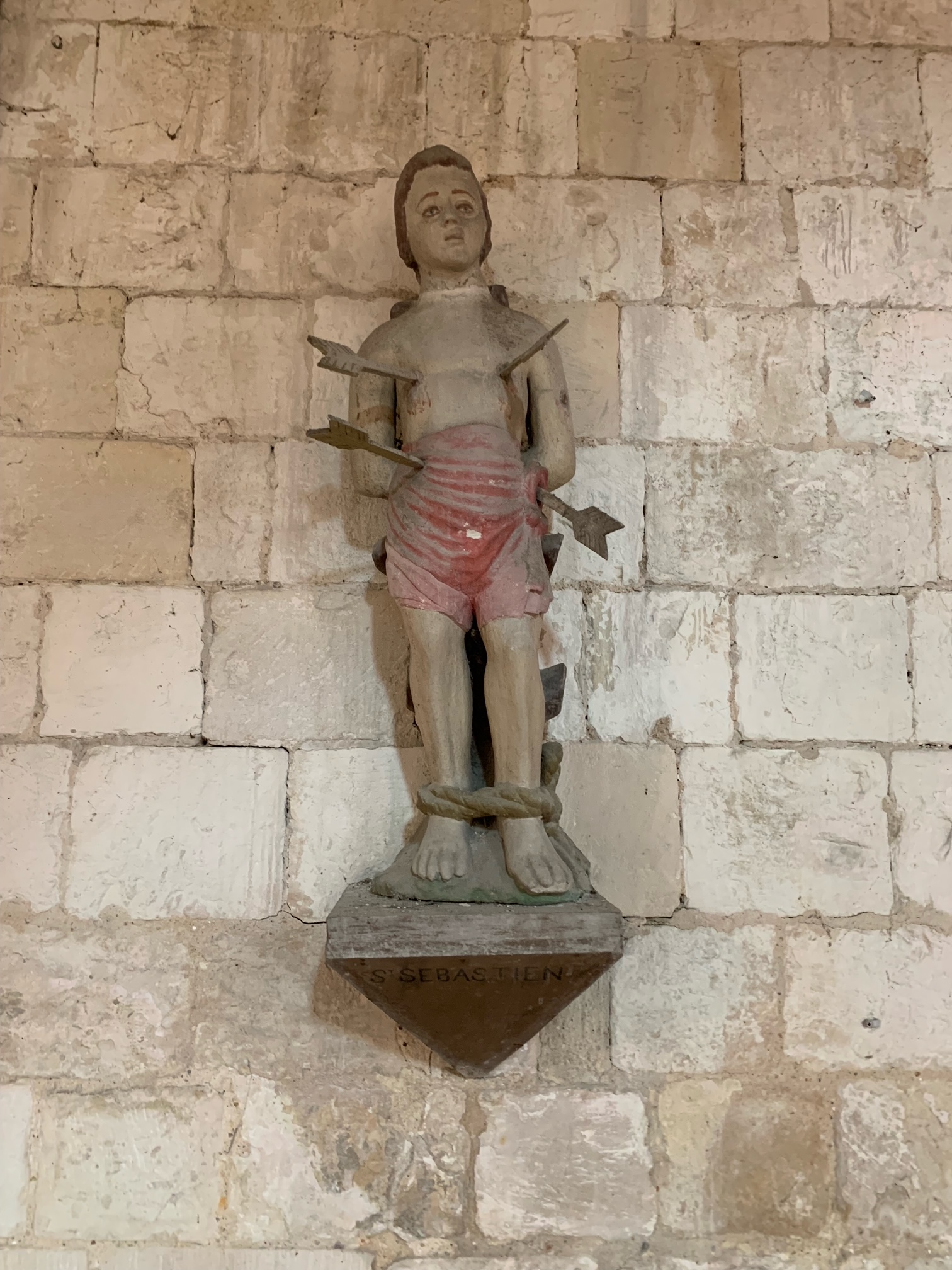
Saint Sébastien, bois polychrome, XVIe siècle

Il en va de même pour le bas-côté sud qui compte les statues de : Sainte Marguerite, Saint Isidore et Saint Siméon.

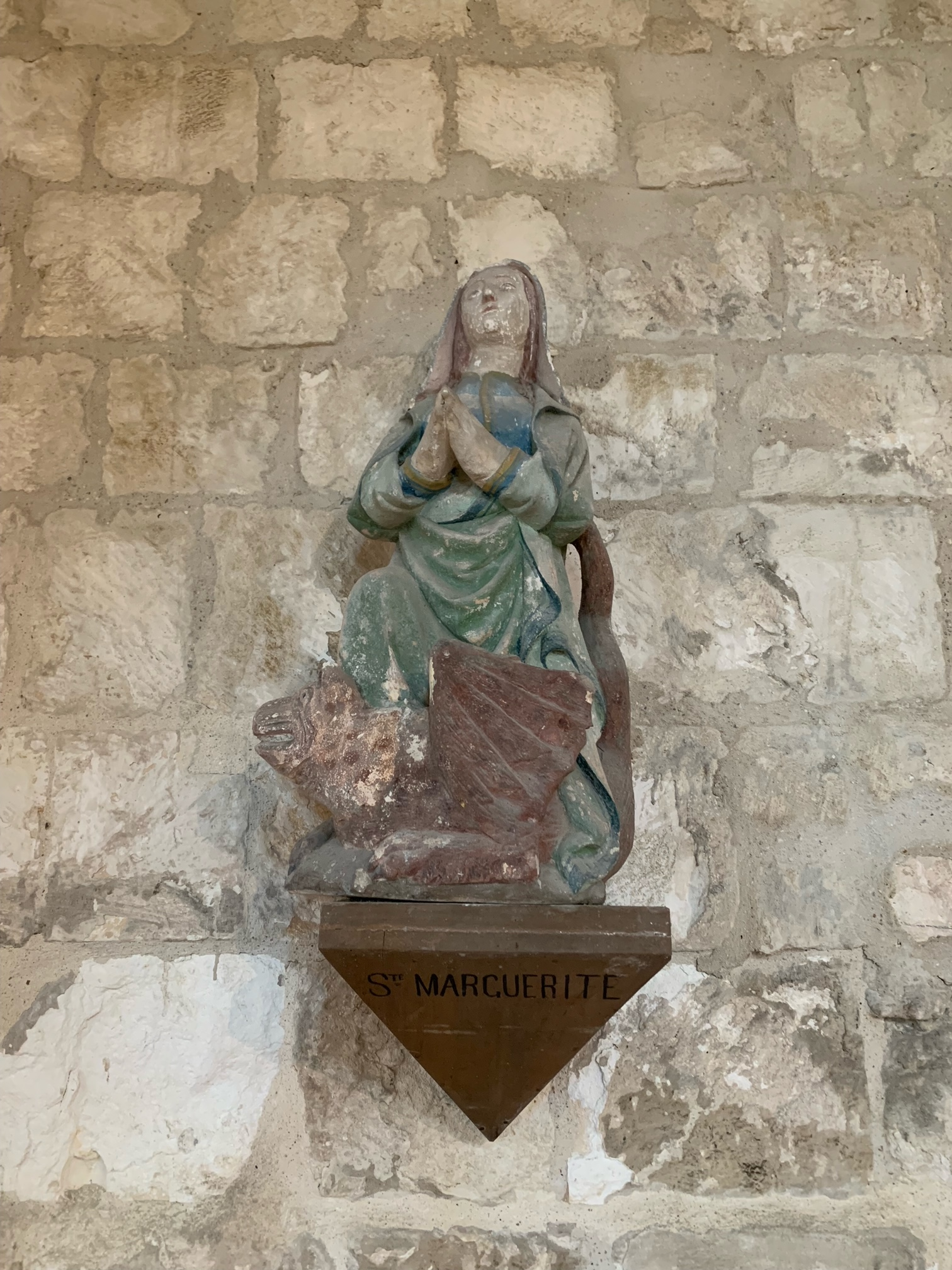
Sainte Marguerite, pierre peinte, XVIe siècle
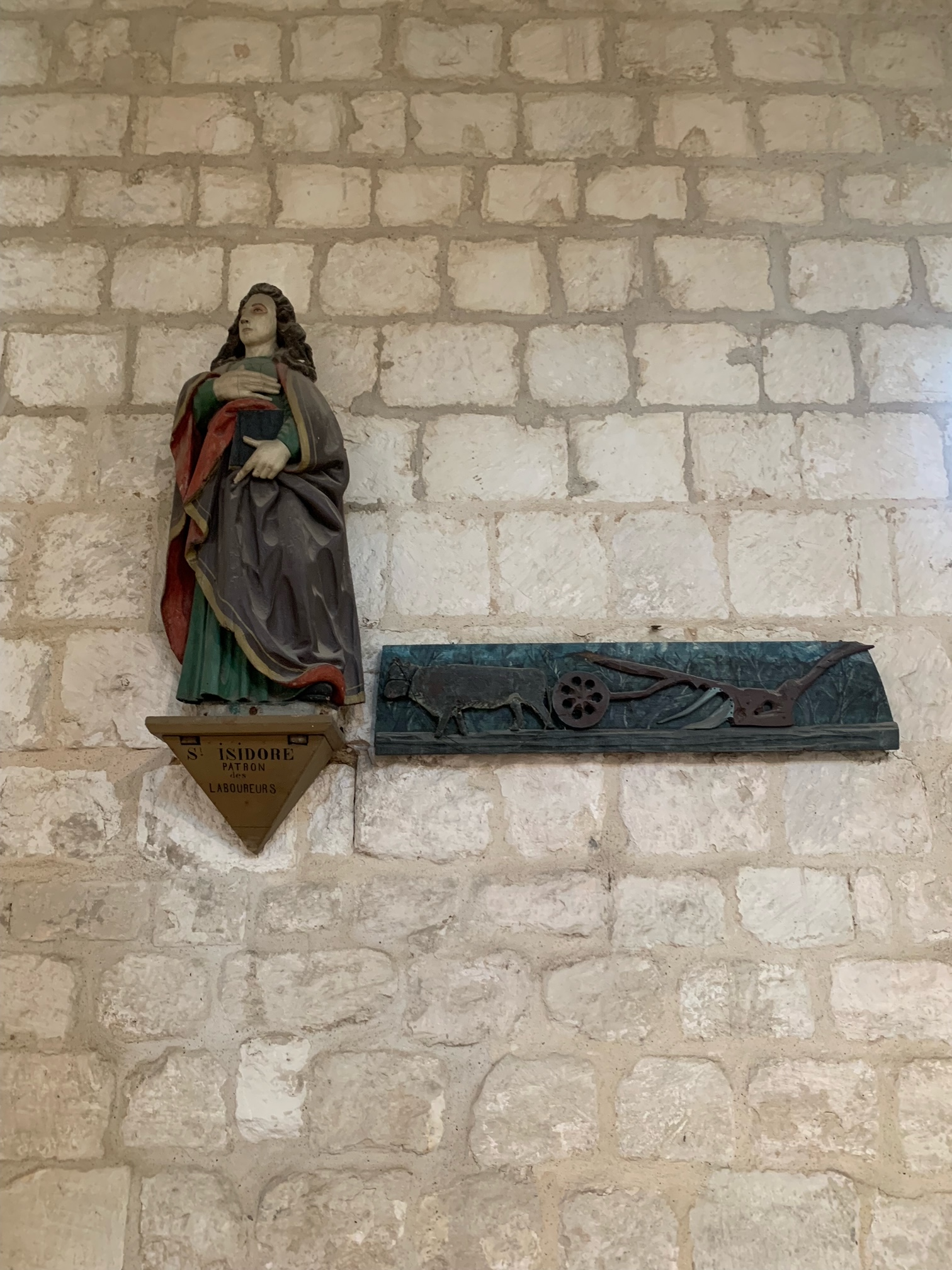
Saint Isidore, patron des laboureurs & bas-relief d'une charrue tirée par un bœuf, XVIIe/XVIIIe siècle
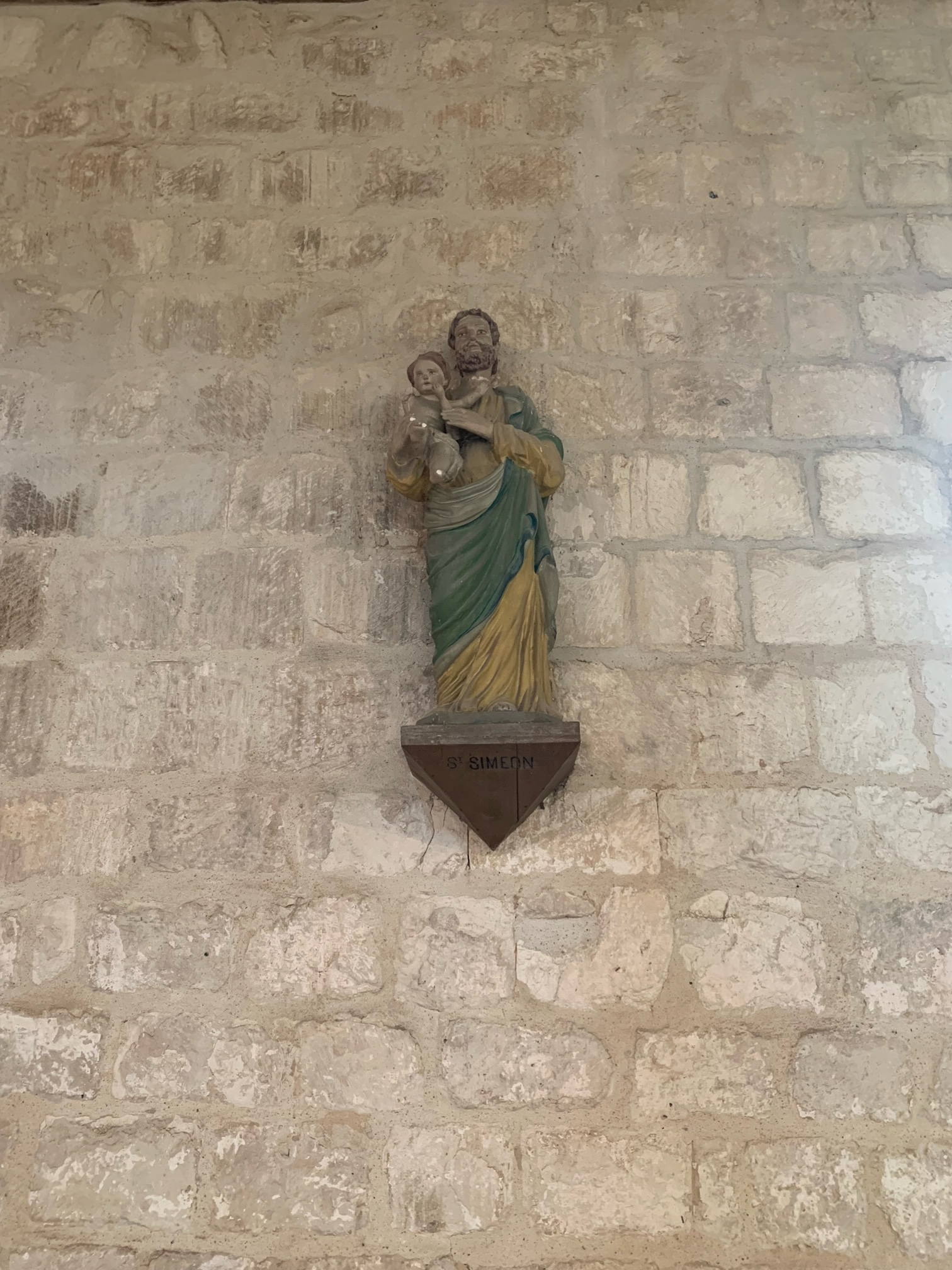
Saint Siméon

### Les fonts baptismaux

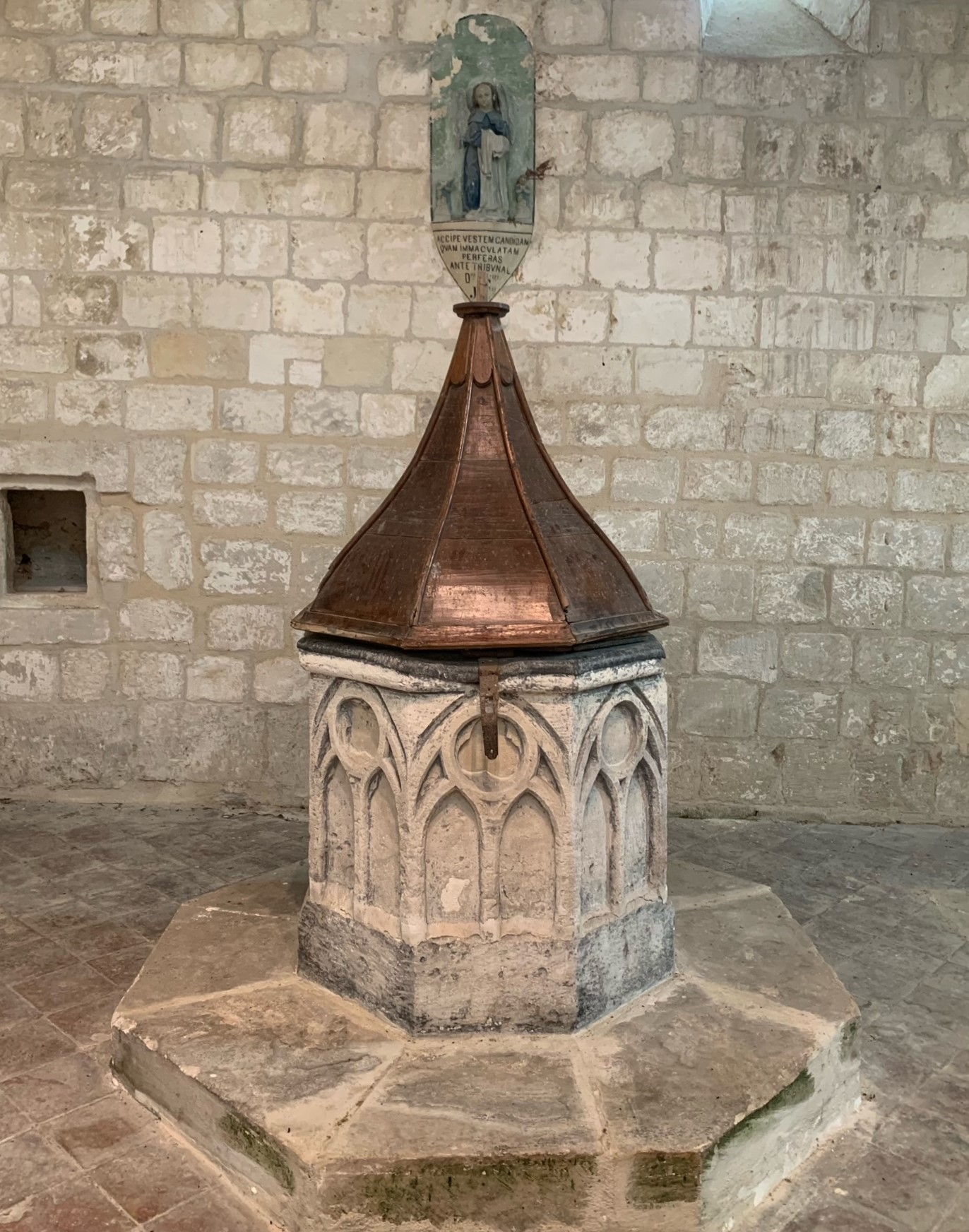
Fonts baptismaux, XIVe siècle

Les fonts baptismaux octogonaux, polychromes à l'origine, que l'on retrouve dans le bas-côté sud, ont été introduits au XIVe siècle dans l'église.
Sur le mur juste derrière, en harmonie avec la cuve, on aperçoit aujourd'hui un rare bas-relief représentant un angelot tenant dans ses mains une robe baptismale.
Cette œuvre a été réalisée plus tardivement entre le XVe et le XVIe siècle.
ㅤ

## Le transept et la tour centrale
Autrefois, une tour lanterne semblable à celle d'Yainville s'élevait entre la nef et le chœur mais celle-ci fut couverte par une charpente en bois.
Le transept de l'église se compose de quelques photographies d'icônes.
On peut par exemple y retrouver l'icône de la Trinité peinte par Andreï Roublev au XVe siècle.

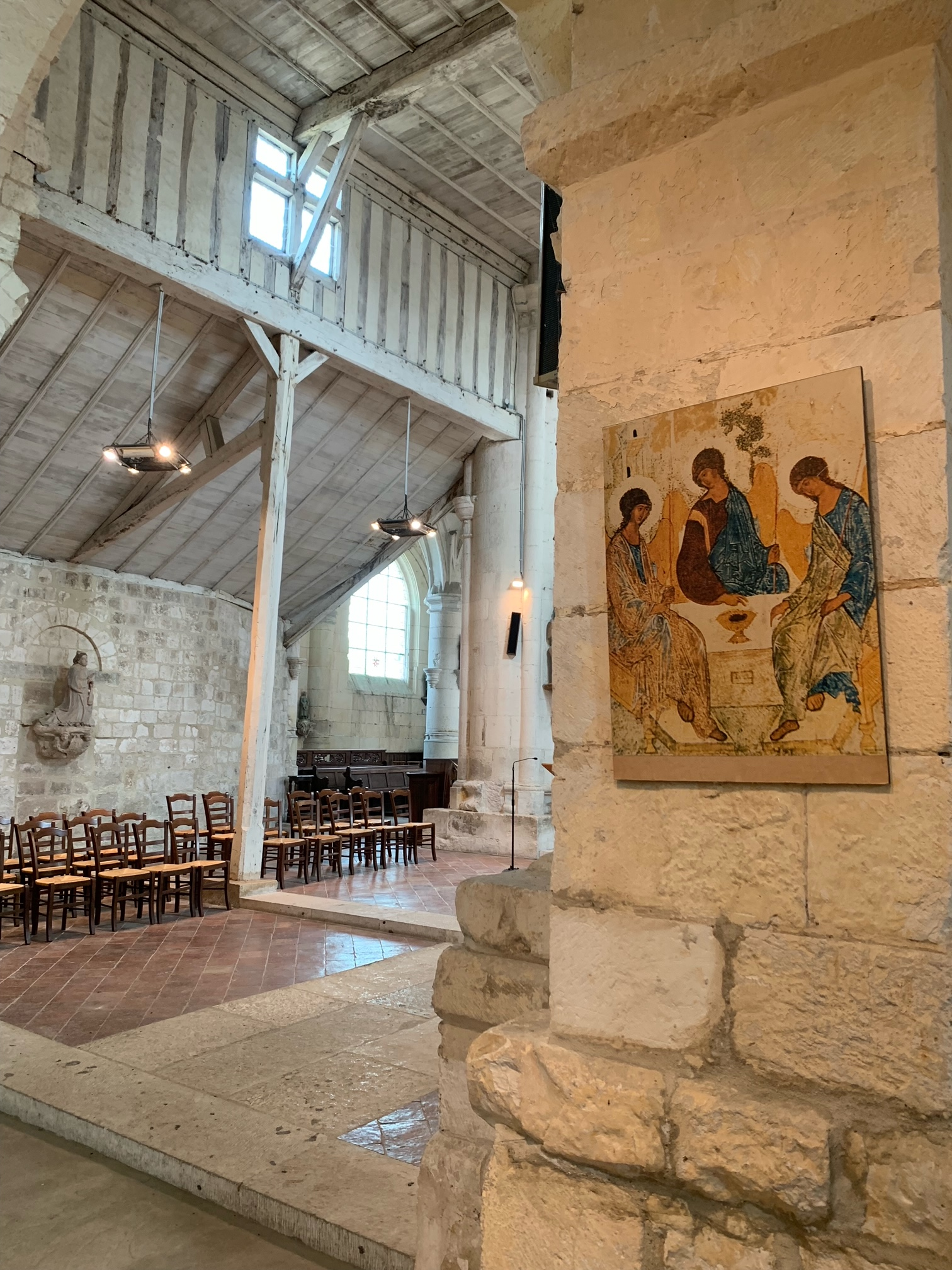
Photographie de l'église avec Icône de la Trinité, Hospitalité d'Abraham d'Andreï Roublev

ㅤ

## Le Chœur
Le chœur possède neuf travées.
Dans le chœur de l'église se situe l'autel majeur, peint en marbre, qui provient de l'abbaye de Jumièges tout comme le lutrin et son pupitre en forme d'aigle, faisant référence à Saint Jean l'évangéliste, reposant sur une sphère symbolisant le monde et marquant la souveraineté du Christ sur terre.

On y retrouve sur l'un des piliers, à gauche, une statue de chêne polychrome du XVIe siècle représentant le thème d' Ecce Homo.

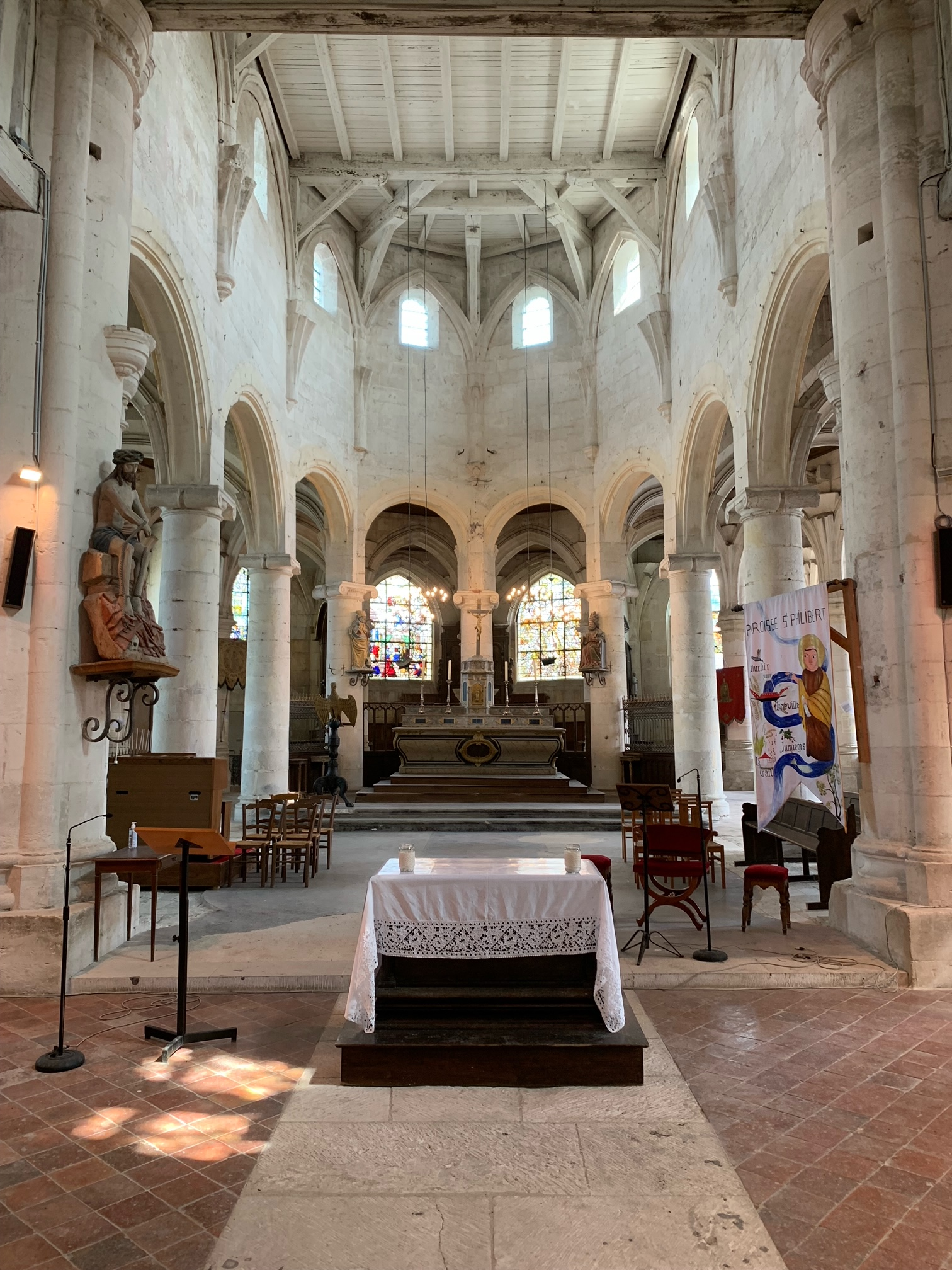
Photographie du chœur de l'église
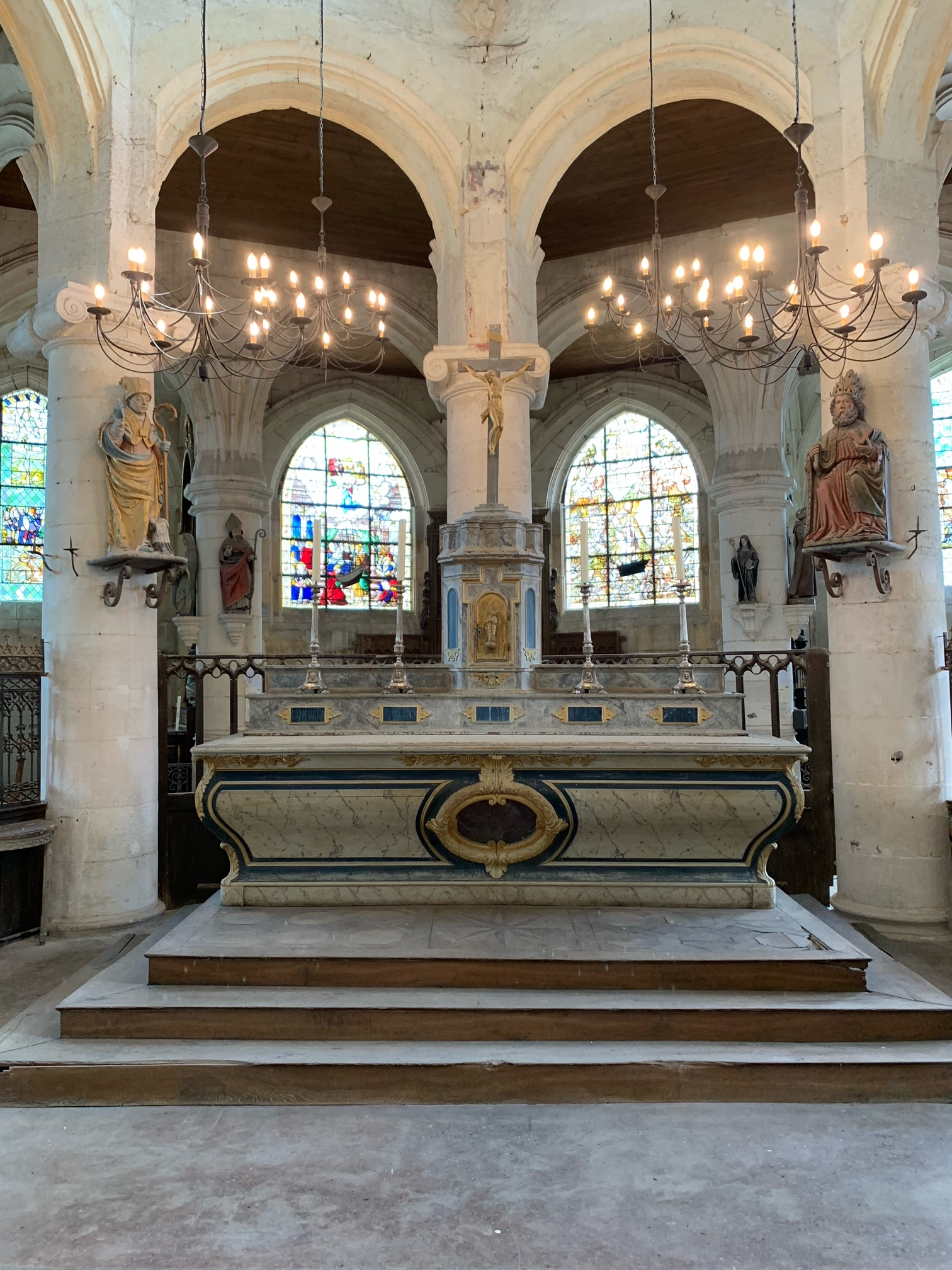
Autel majeur
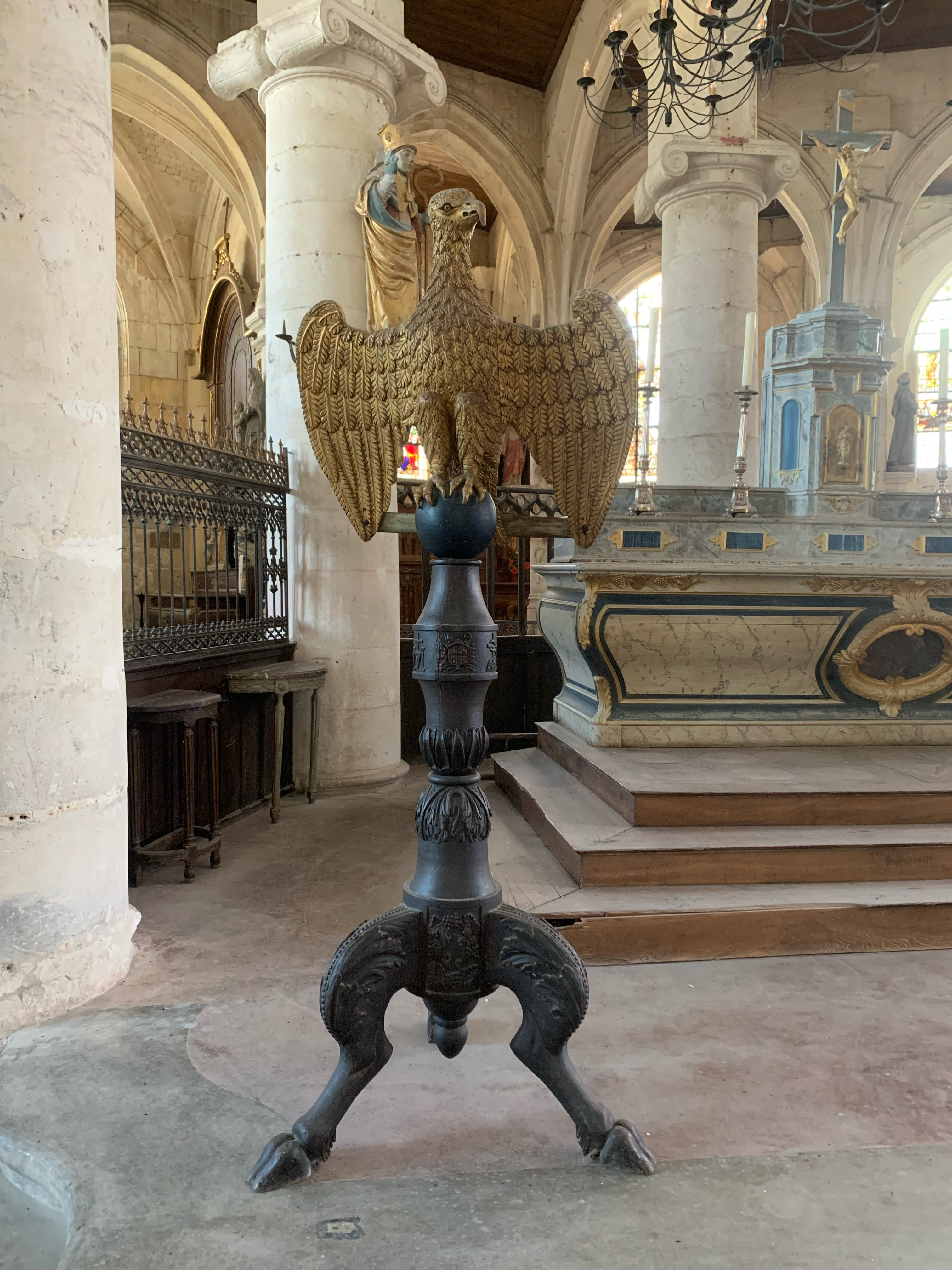
Lutrin aux armes de l'abbaye, XVIIe siècle

## Le déambulatoire et ses chapelles
De grandes colonnes cylindriques séparent le déambulatoire de la sacristie et des 8 chapelles rayonnantes.

### La chapelle Saint Jean-Baptiste
Occupée autrefois par les membres de la confrérie du Loup-Vert (plus communément appelée Saint Jean-Baptiste); cette chapelle fut la seule à être entièrement achevée avec un fenestrage complet.
Un retable en bois polychrome y est installé avec une statue de Saint Jean-Baptiste d'un côté, et Sainte Catherine de l'autre.

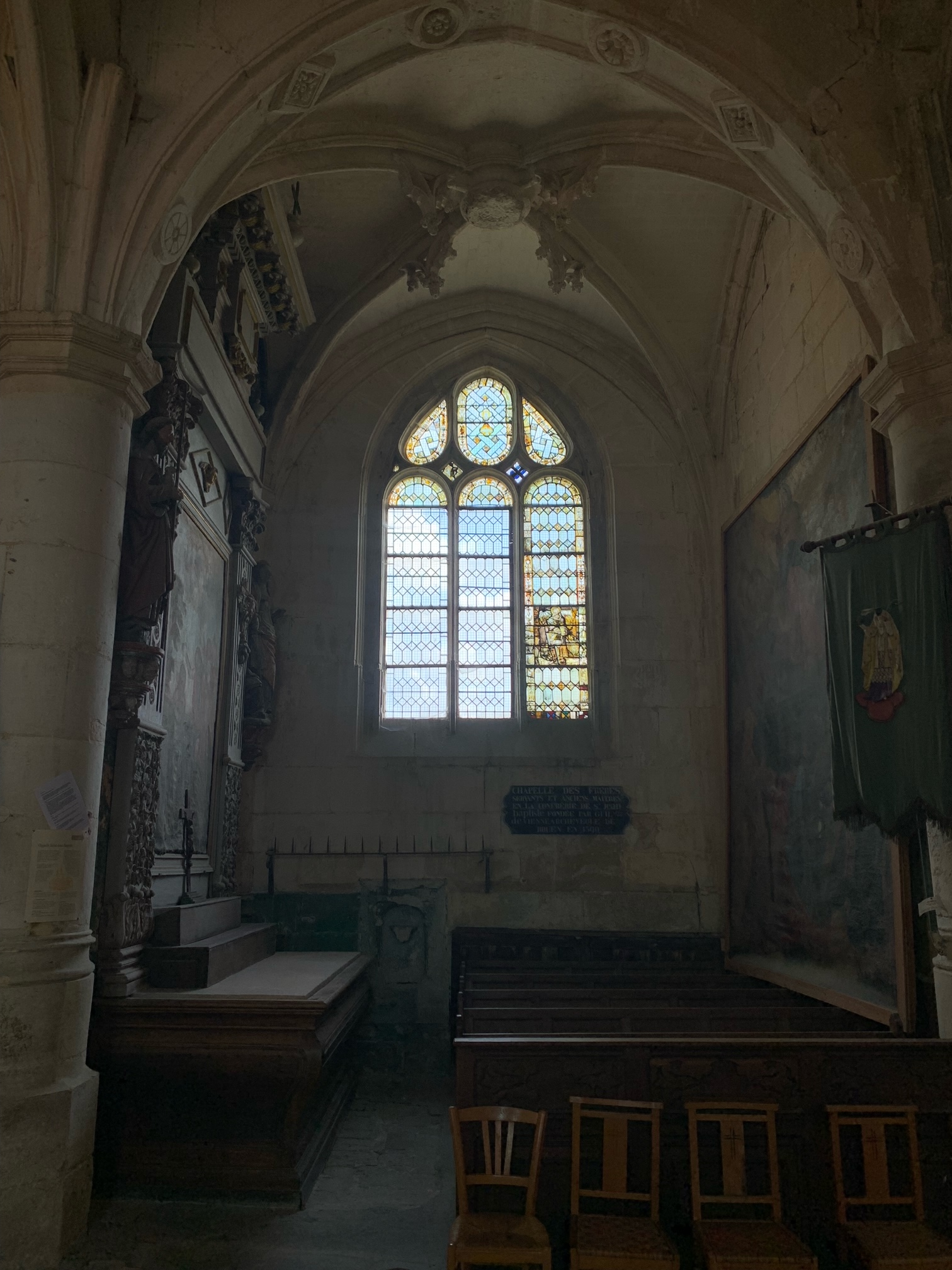
Chapelle Saint Jean-Baptiste

### La chapelle Saint Joseph
Cette chapelle dispose d'une magnifique verrière très ancienne et d'un retable en bois peint datant du début du XVIIe siècle avec à gauche Sainte Bathilde et à droite une statue en pierre représentant Saint Nicolas.

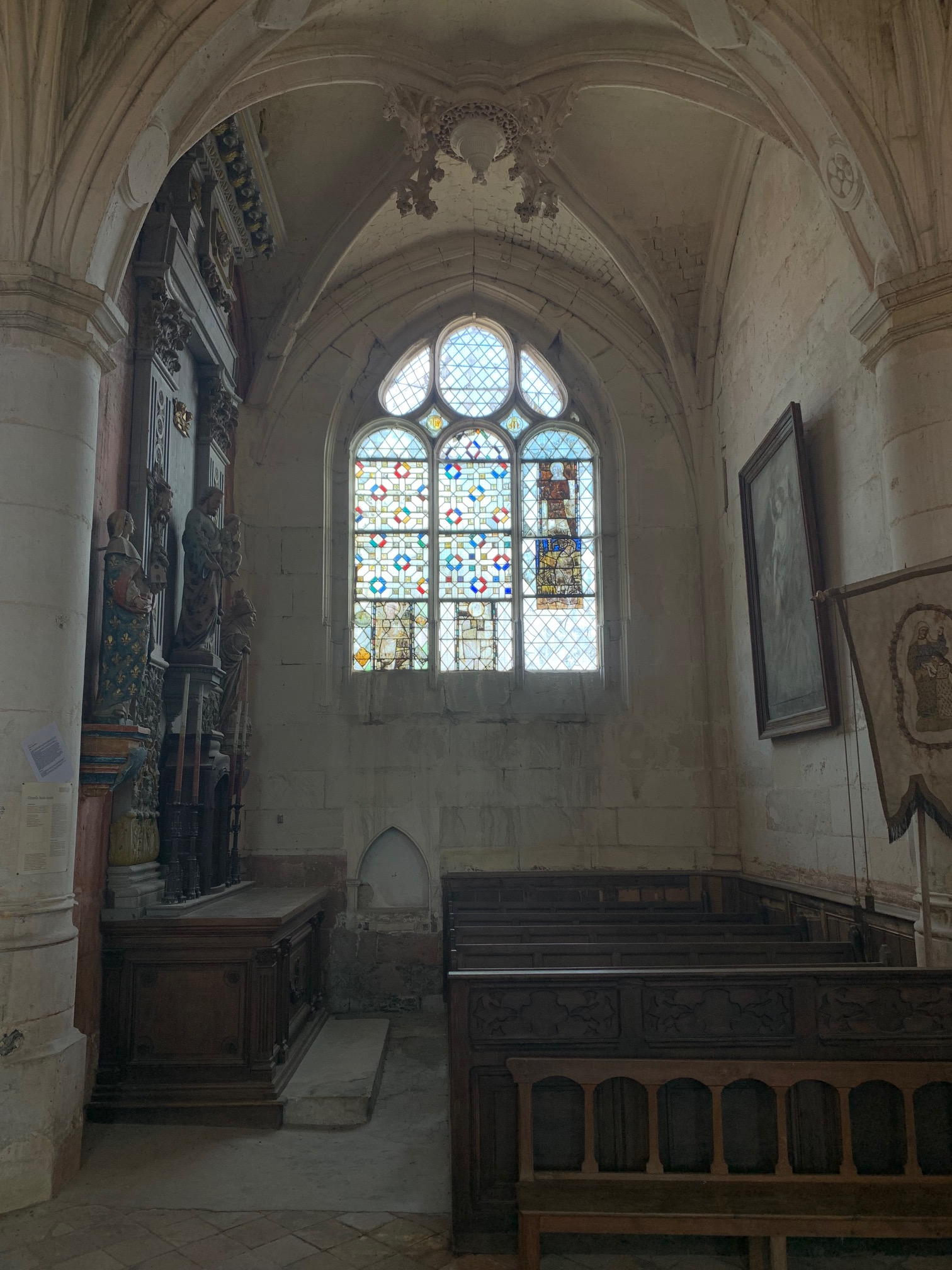
Chapelle Saint Joseph

### La chapelle du château
C'est dans cette chapelle que Pierre-Asthasie-Théodore Sentiès peignit le cortège ayant miraculeusement secouru le village de Jumièges.
En face, est accrochée une toile, aujourd'hui attribuée aujourd'hui à Raffaello Vanni, exprimant une Allégorie de la Foi, nous montrant une femme entourée d'anges lui apportant le calice de l'eucharistie et la croix de la crucifixion du Christ.

Cette œuvre pleine de mystère, suscitant des interrogations sur l'identité de son auteur et sa véritable interprétation, était pendant un temps accordée à un artiste, lui aussi italien, nommé Guido Reni et semblait symboliser un "Triomphe de la Religion".  

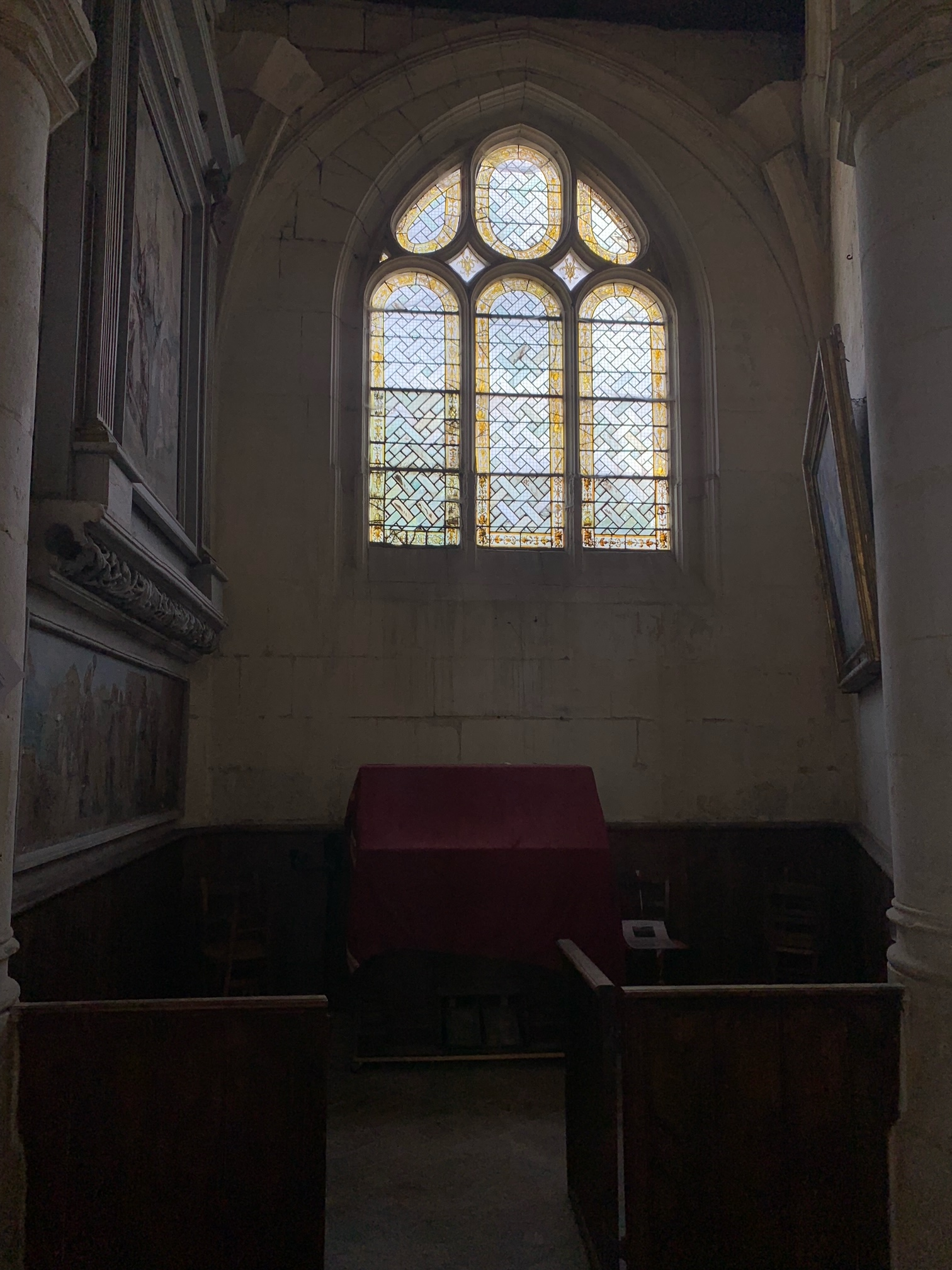
Chapelle du Château
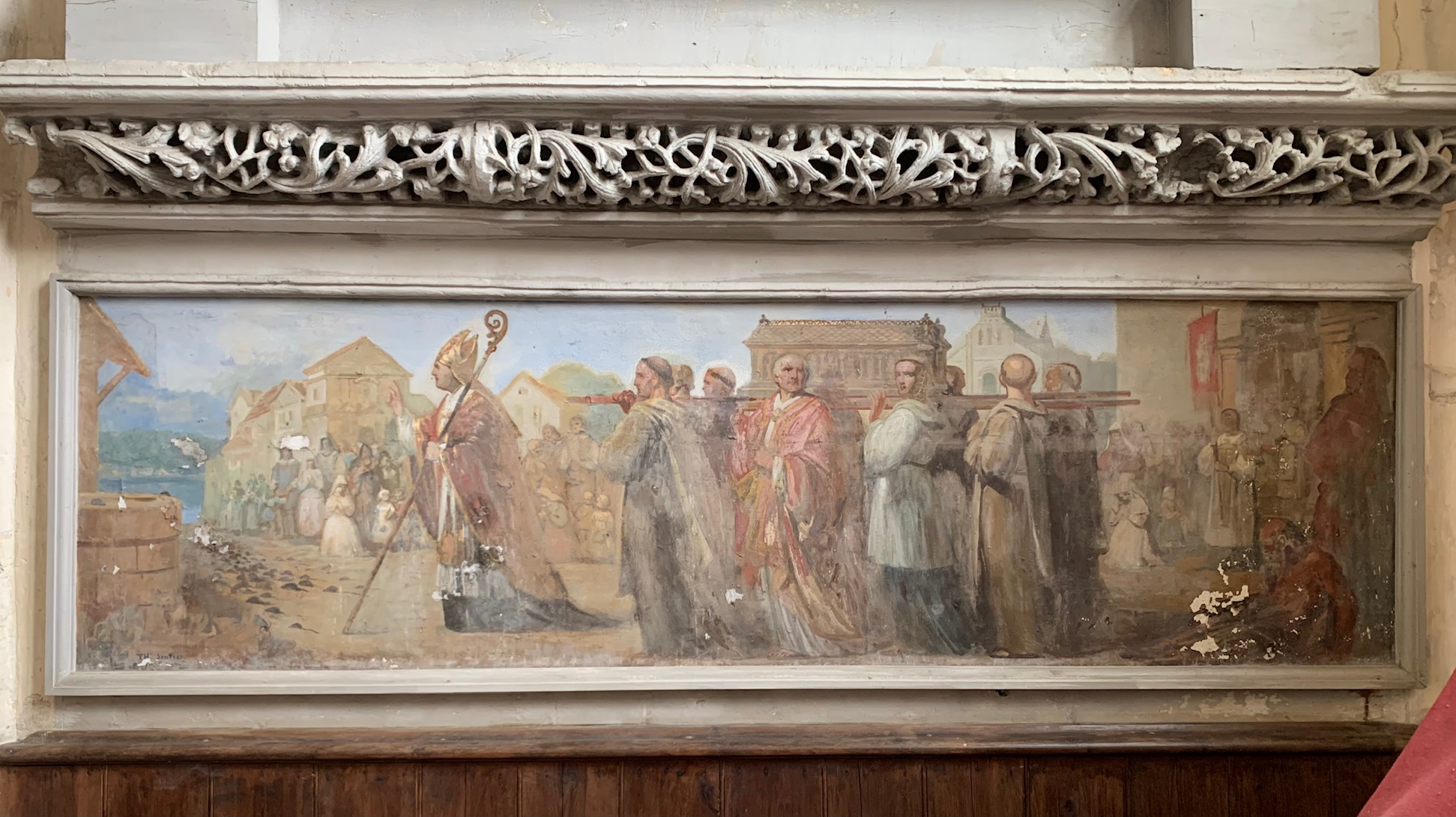
Fresque de la procession de la relique du Saint Valentin, XVIe siècle
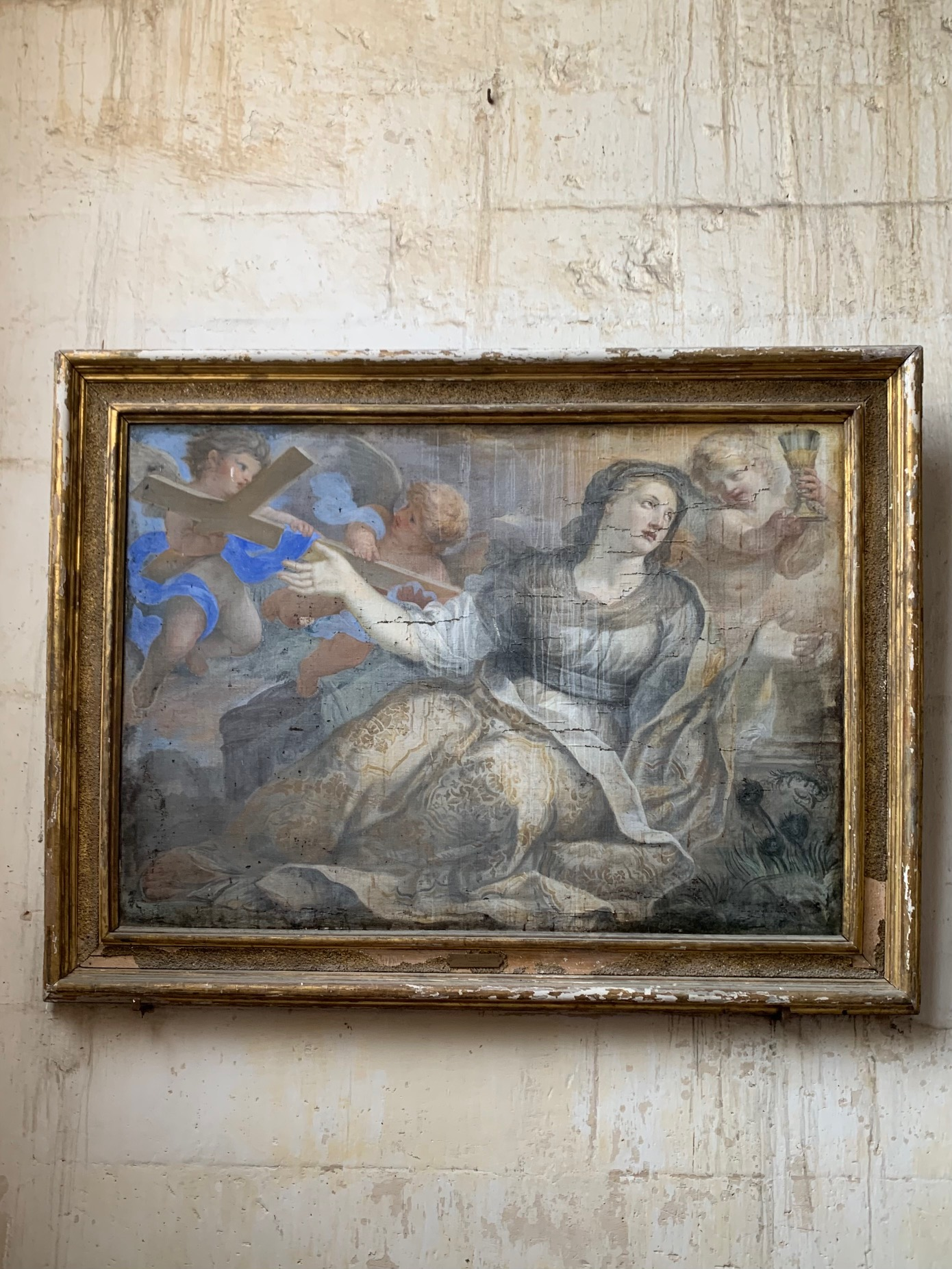
Attribué à Raffaello Vanni, Allégorie de la Foi, huile sur toile, XVIe siècle

### La chapelle Notre-Dame de Lourdes
Un tableau de Saint André nous montre l'une des plus anciennes représentations de l'Abbaye de Jumièges en peinture datant alors de la première moitié du XVIIe siècle.

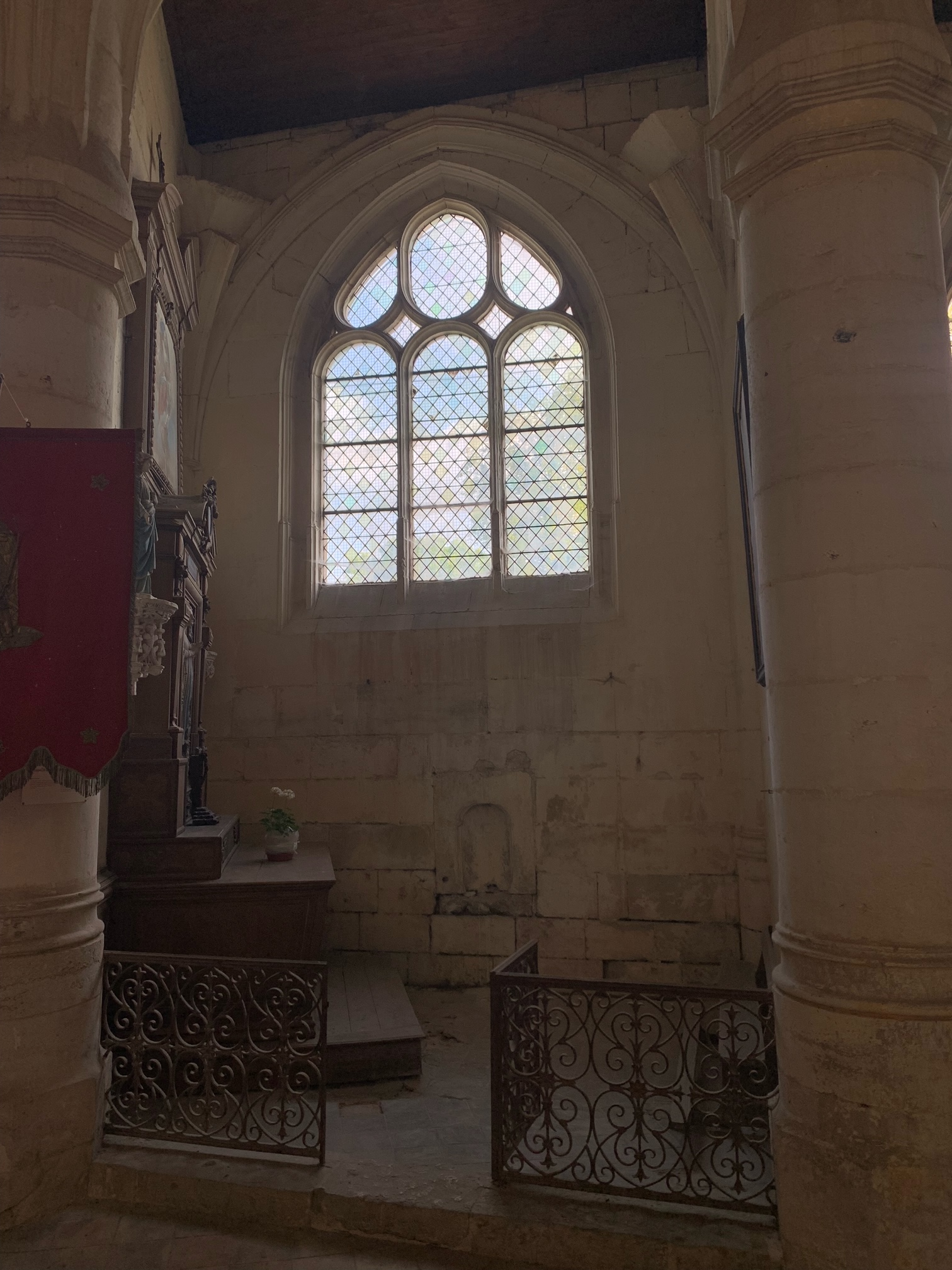
Chapelle Notre Dame de Lourdes
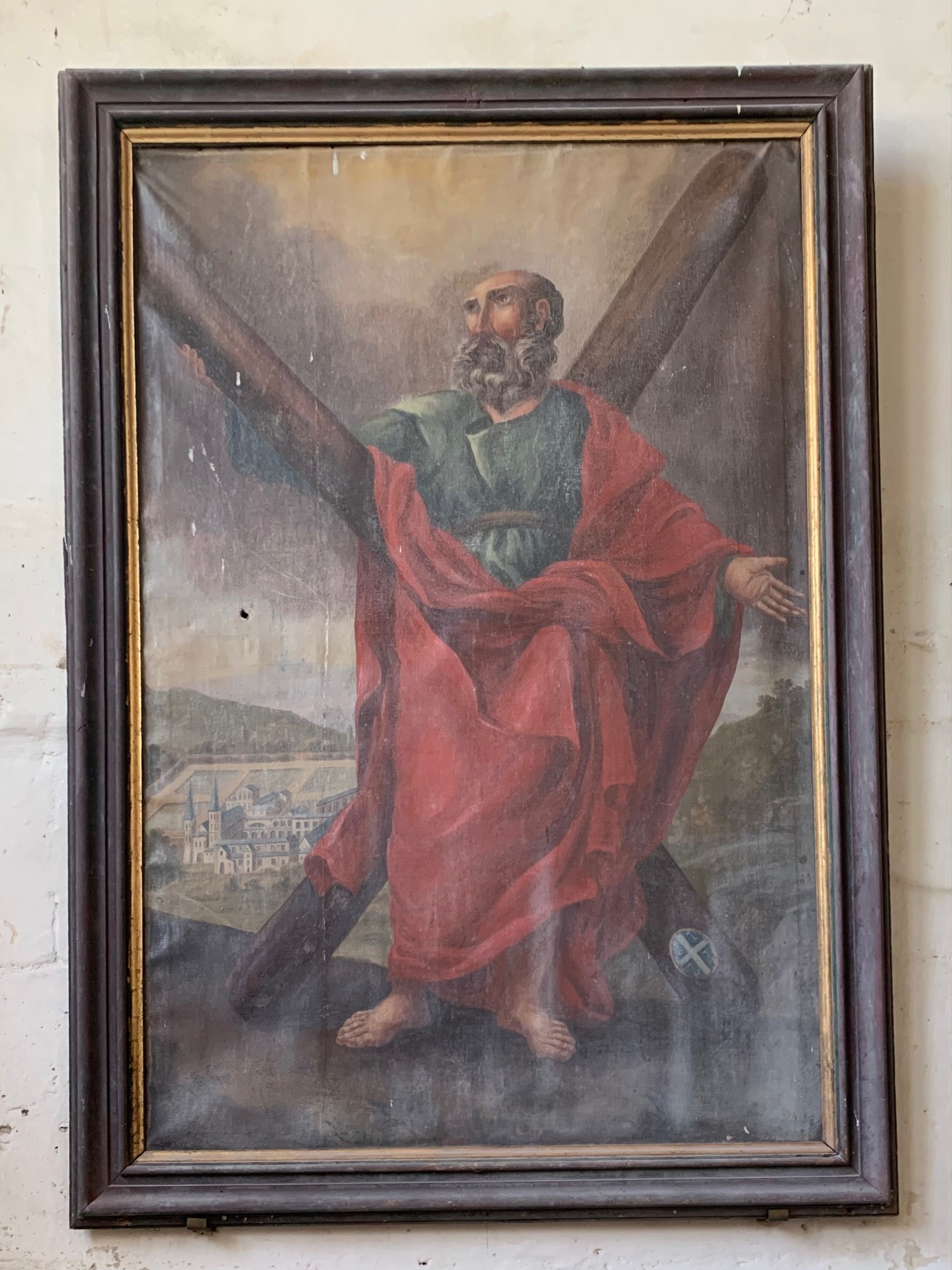
Saint André, huile sur toile, XVIIe siècle

### La chapelle Saint Philibert
Placé sur la droite, un confessionnal d'époque Louis XIII a été installé.

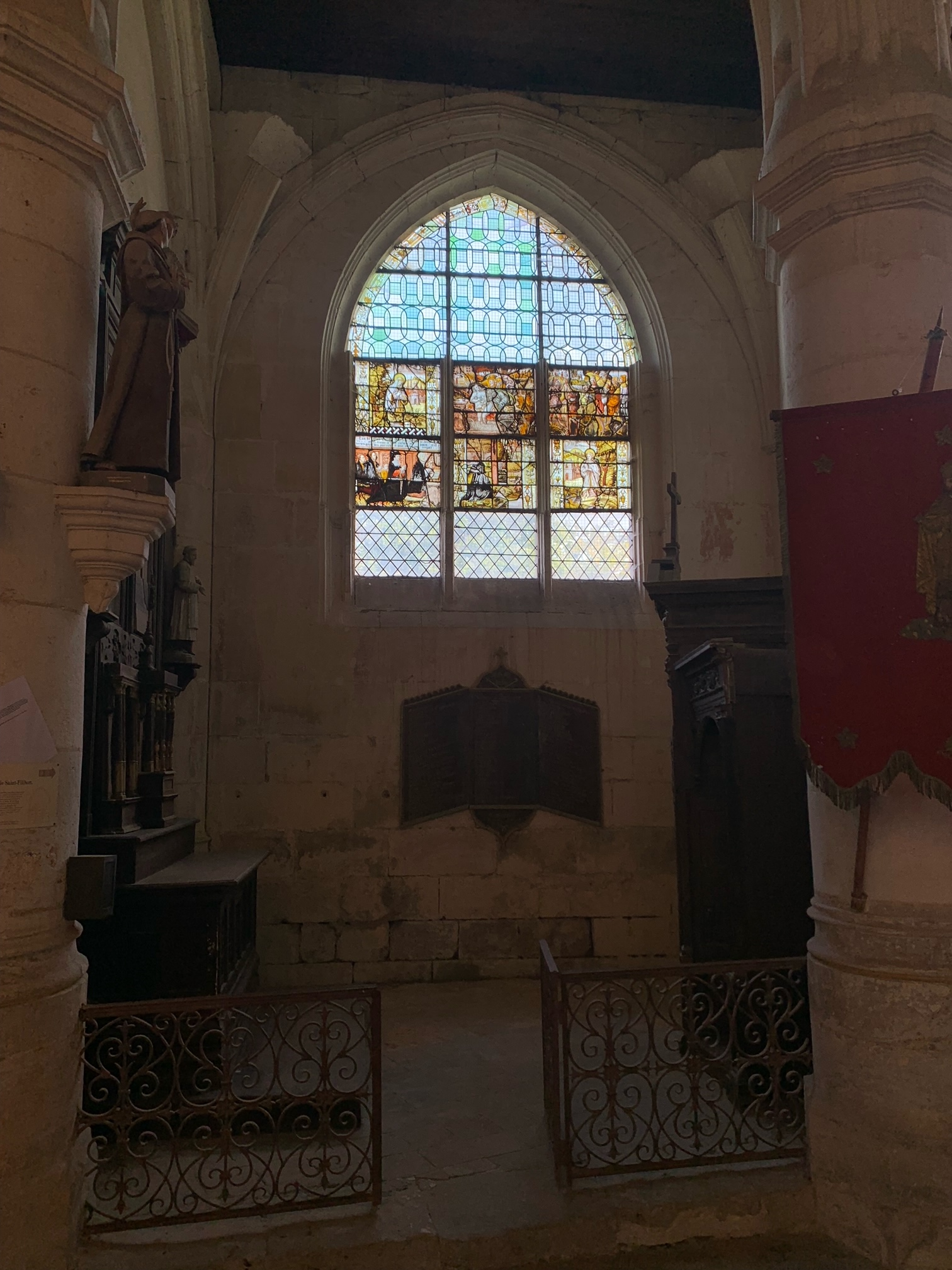
Chapelle Saint Filibert

### La chapelle axiale, dite du Sacré-Cœur
En hauteur, juste devant les magnifiques vitraux, sont suspendus deux maquettes de bateaux en bois ayant été installées au XIXe siècle.

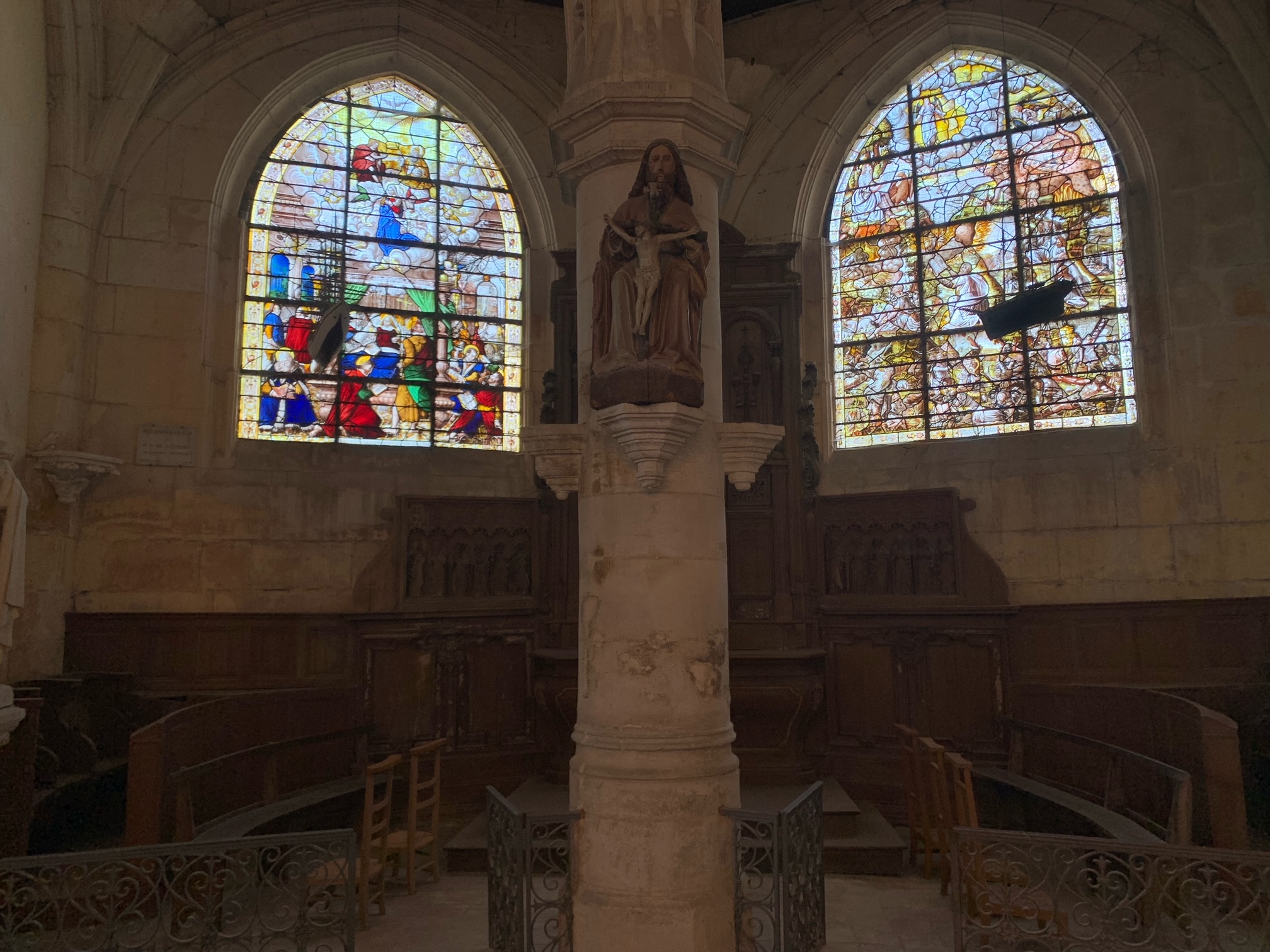
Chapelle du Sacré-Cœur

### La chapelle Sainte Anne
Dans cette chapelle, se trouve un retable sur lequel reposent deux anges adorateurs aux cheveux frisées ayant malheureusement égaré leurs mains avec le temps.
Michel Lourdel serait à l'origine de ces sculptures.

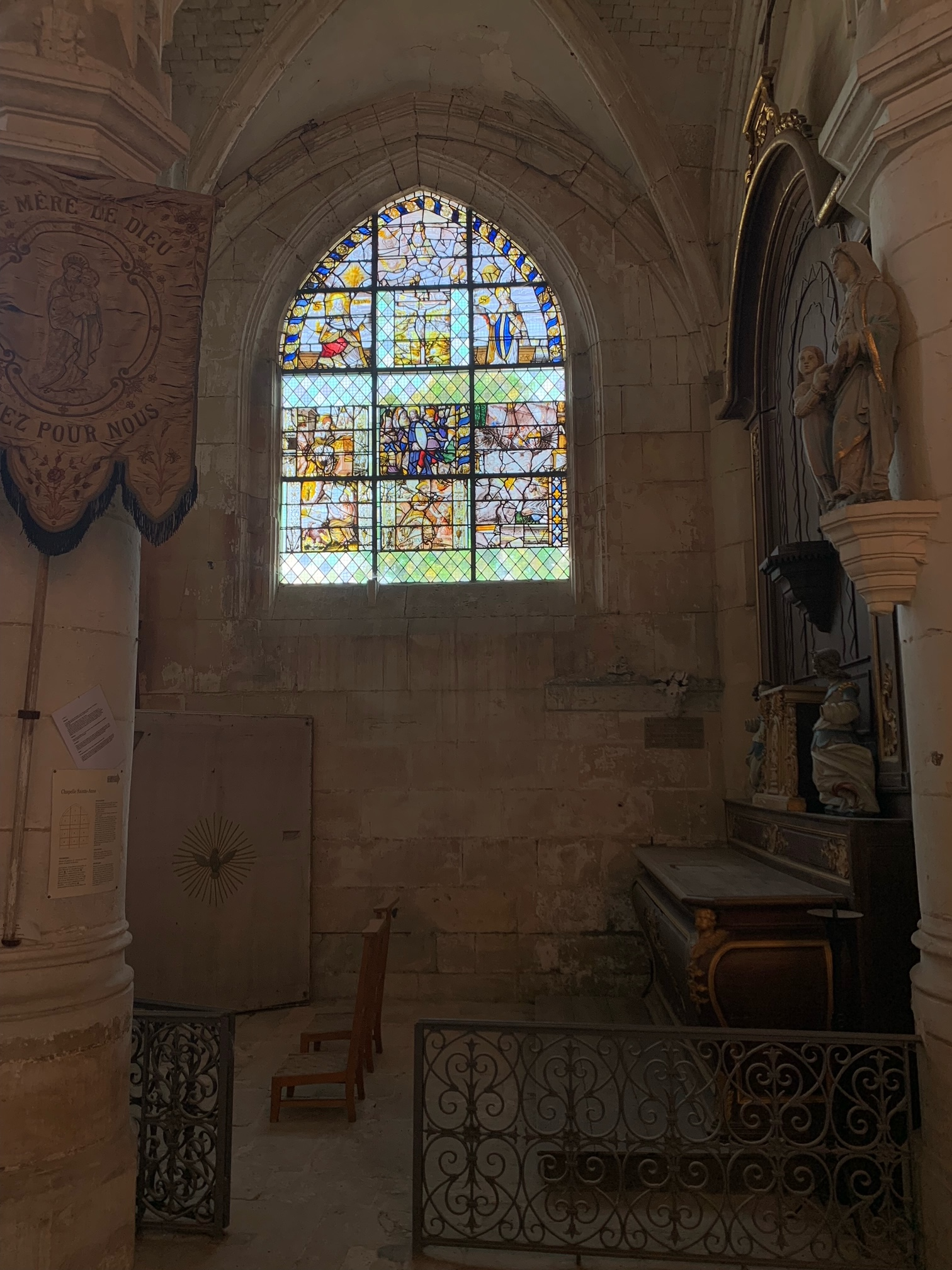
Chapelle Saint Anne
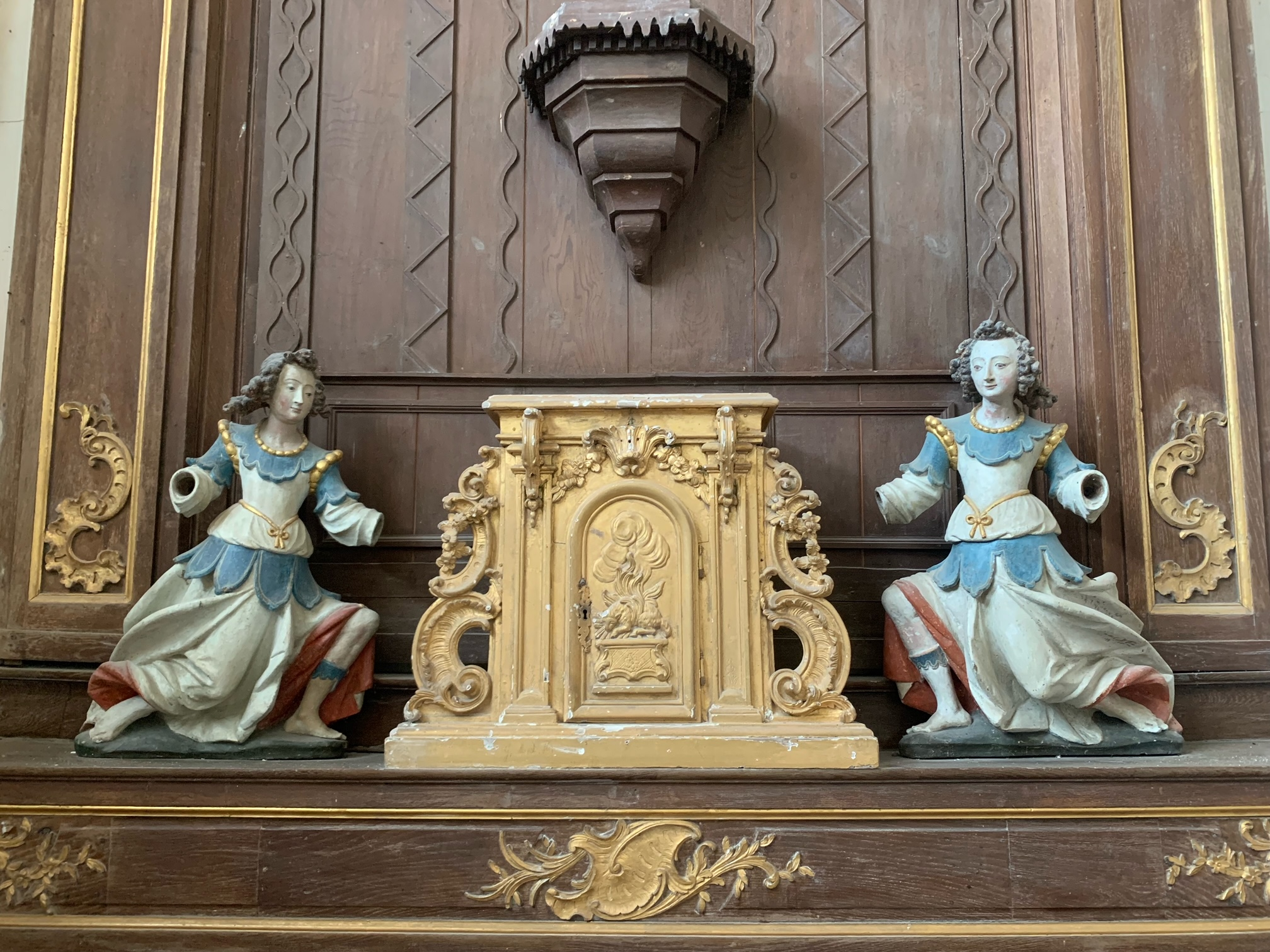
Anges adorateurs, bois polychrome, XVIIe siècle

### La Sacristie
La sacristie est fermée par des boiseries avec une porte au dessus de laquelle se trouve un écusson d'époque Louis XIII.

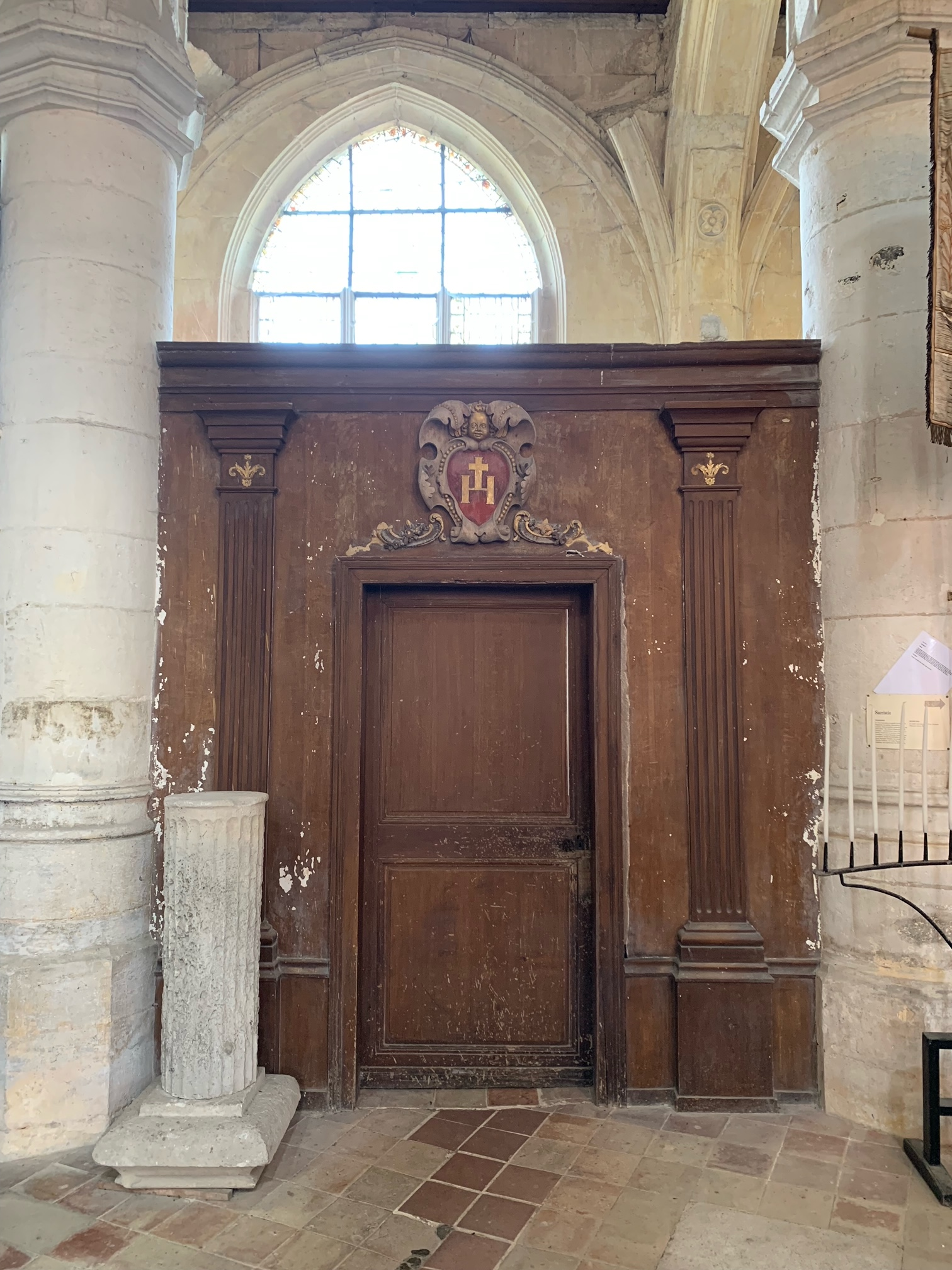
Photographie de la porte de la Sacristie

### La chapelle de la Vierge
C'est aujourd'hui dans cette chapelle que les baptêmes sont faits.

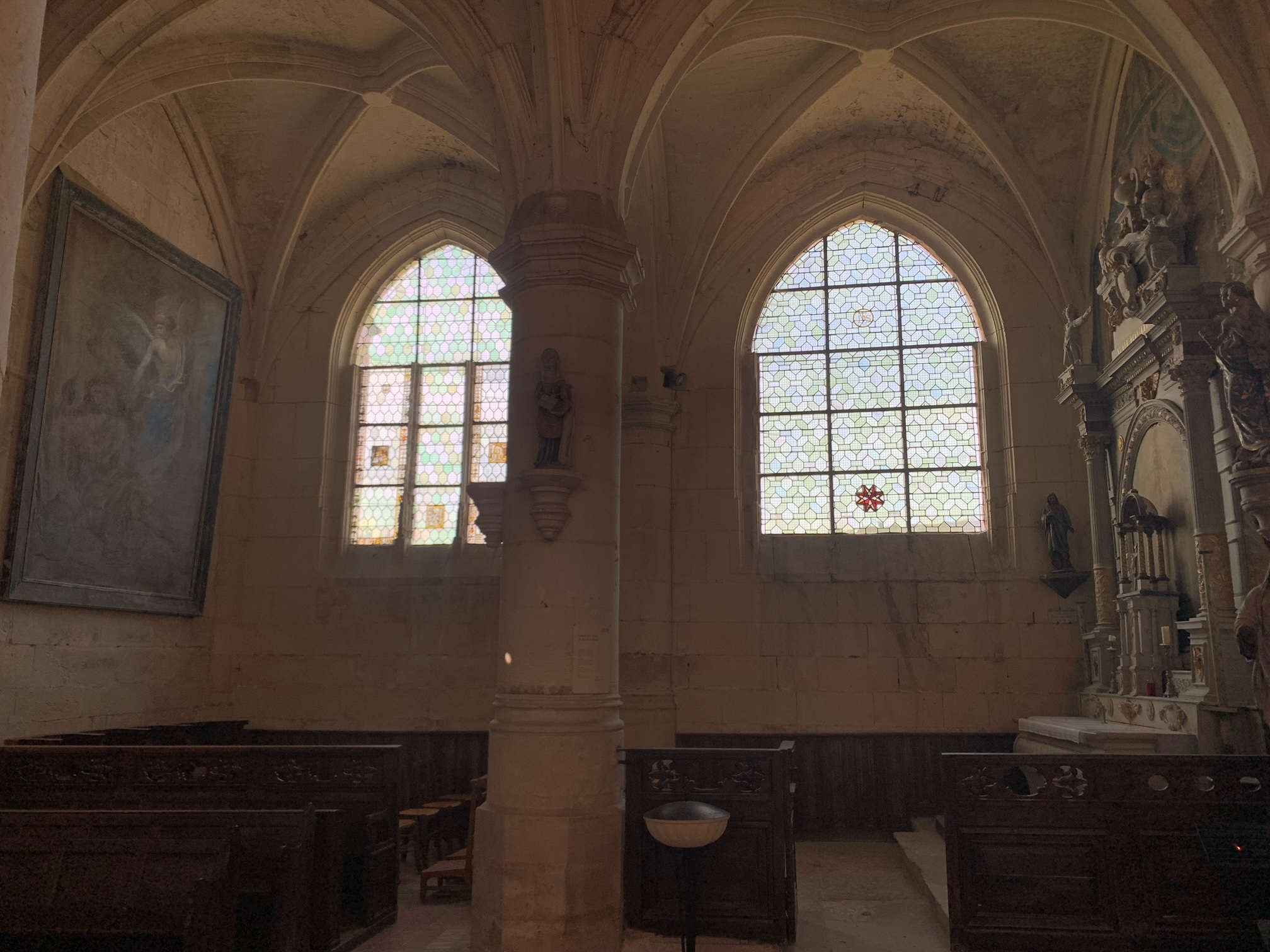
Chapelle de la Vierge ou chapelle du Rosaire

## Les Vitraux
Sont conservés également des vitraux : un vitrail représente Saint Simon, du XVe siècle, dans la chapelle méridionale, Moïse recevant les tables de la loi de 1517 dans la chapelle absidiale et un fragment d'un vitrail représentant Jonas daté 1576.

## Le Cimetière
Le cimetière de la Commune de Jumièges s'étend tout autour de l'église Saint Valentin.
Après la Seconde Guerre mondiale, deux soldats gallois (William James Clarke et Horace Tongue) furent repêchés de la Seine, près de la cale d'Heurteauville, et ont été enterrés au sein du cimetière.

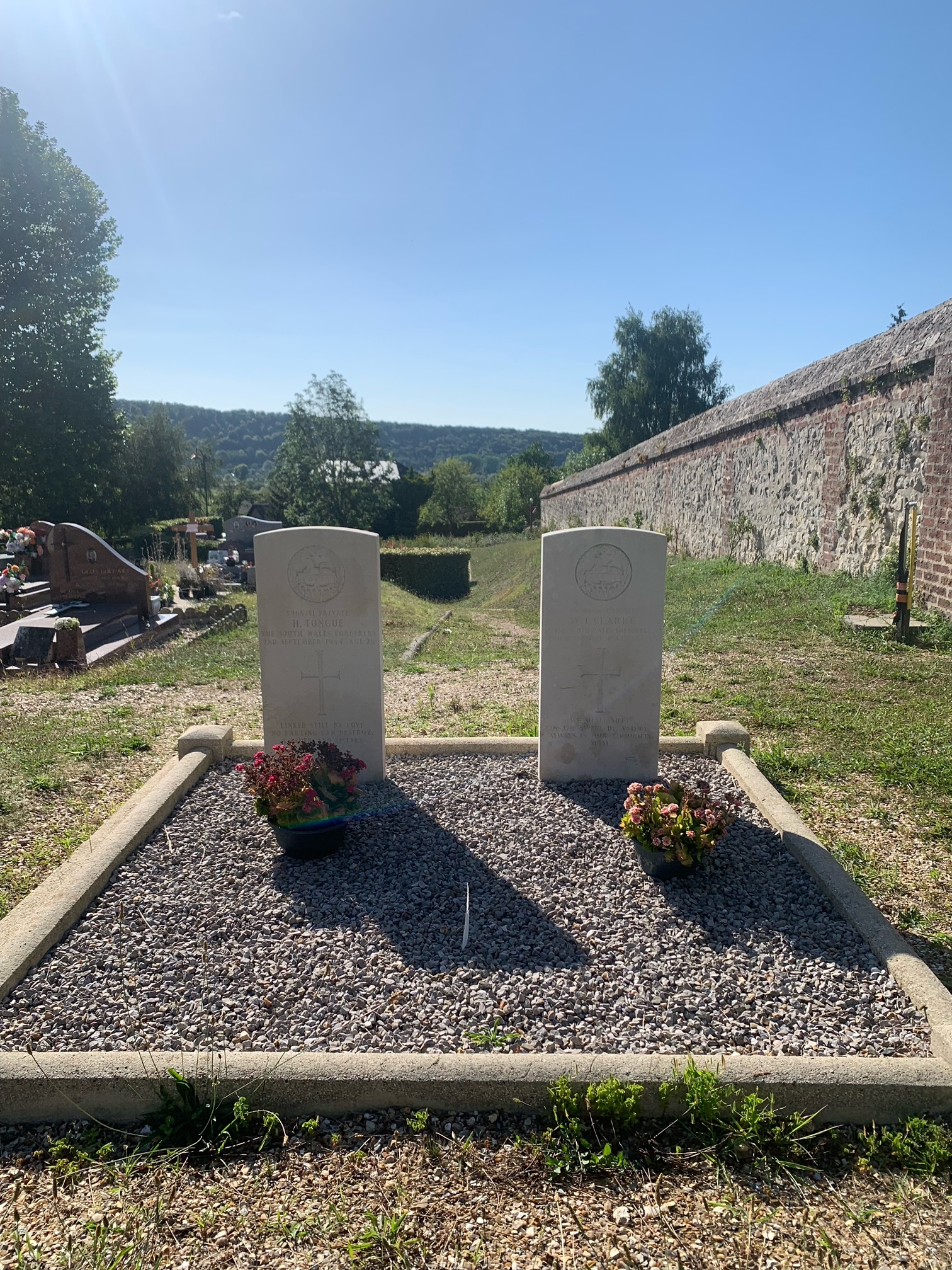
Tombes de Guerre du Commonwealth